# NHL Entry Draft 1994
Der NHL Entry Draft 1994 fand am 28. und 29. Juni 1994 im Hartford Civic Center in Hartford im US-Bundesstaat Connecticut statt. Bei der 32. Auflage des NHL Entry Draft wählten die Teams der National Hockey League (NHL) in elf Runden insgesamt 286 Spieler aus. Als First Overall Draft Pick wurde der kanadische Verteidiger Ed Jovanovski von den Florida Panthers ausgewählt. Auf den Positionen zwei und drei folgten Oleg Twerdowski für die Mighty Ducks of Anaheim und Radek Bonk für die Ottawa Senators. Die Reihenfolge des Drafts ergab sich aus der umgekehrten Abschlusstabelle der abgelaufenen Spielzeit 1993/94, wobei die Playoff-Teams nach den Mannschaften an der Reihe waren, die die Playoffs verpasst hatten. Unterdessen erhielten die bereits im Vorjahr neu in die NHL aufgenommenen Florida Panthers und Mighty Ducks of Anaheim das erste und zweite Wahlrecht.
Der Entry Draft 1994 brachte vor allem eine Reihe von herausragenden Torhütern hervor, so wurden in diesem Jahrgang unter anderem Jamie Storr, Dan Cloutier, José Théodore, Marty Turco, Tim Thomas, Johan Hedberg, Jewgeni Nabokow und Tomáš Vokoun ausgewählt. Zu nennenswerten Feldspielern gehören unterdessen Ryan Smyth, Mattias Öhlund, Patrik Eliáš, Chris Drury, Milan Hejduk, Daniel Alfredsson, Steve Sullivan und Tomas Holmström. In die Hockey Hall of Fame wurde bisher nur Daniel Alfredsson aufgenommen.

## Draftergebnis

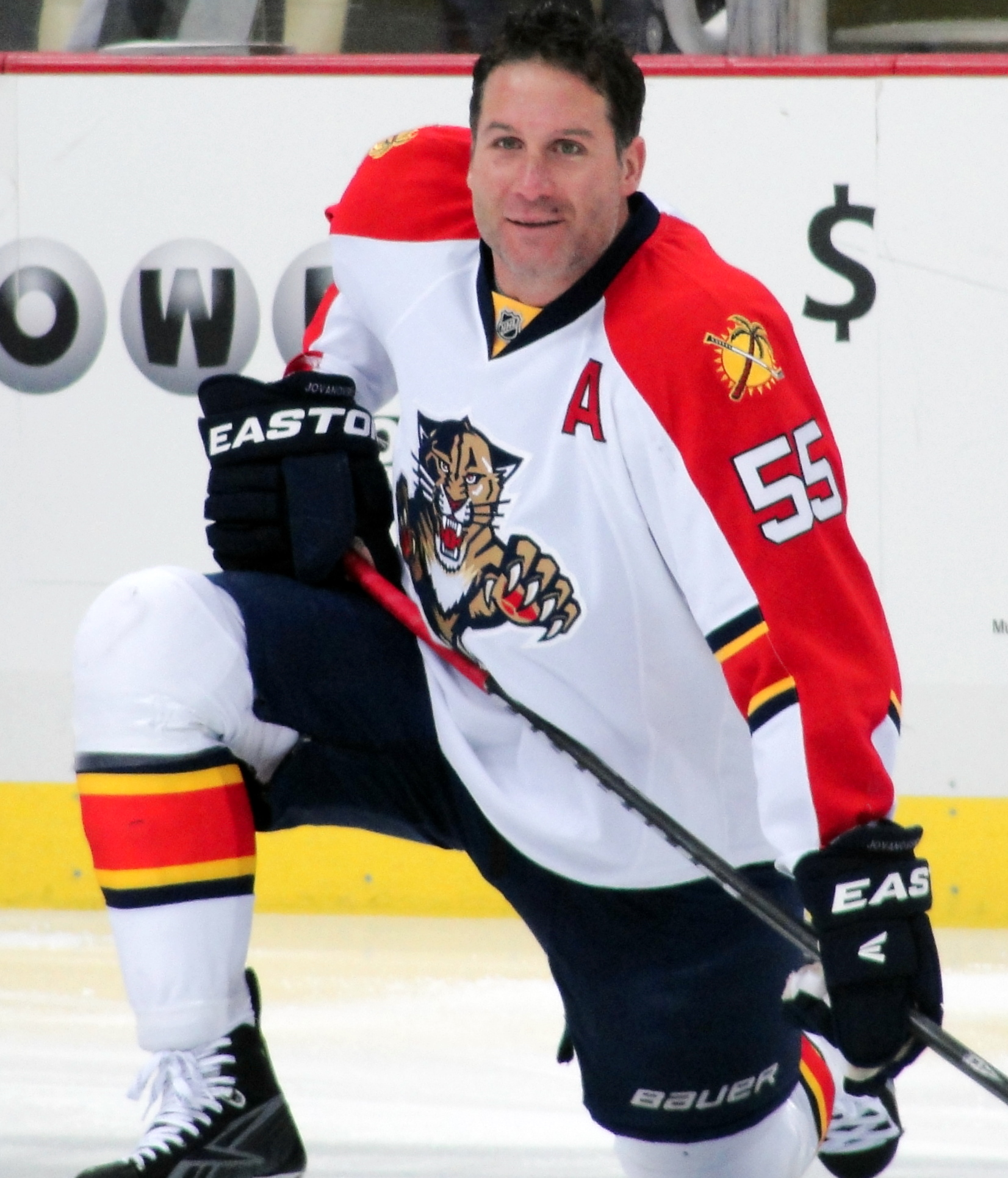
Ed Jovanovski, gewählt an Position 1

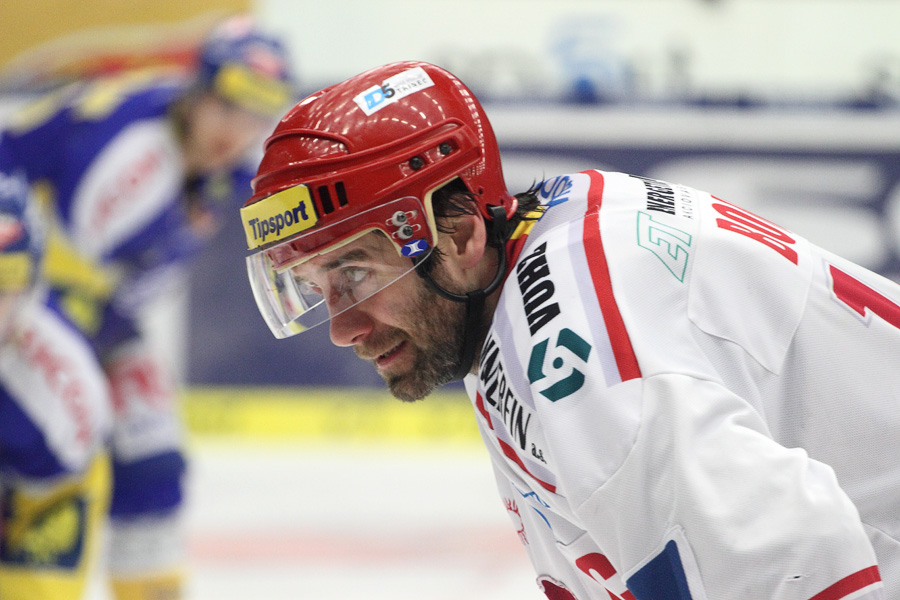
Radek Bonk, gewählt an Position 3

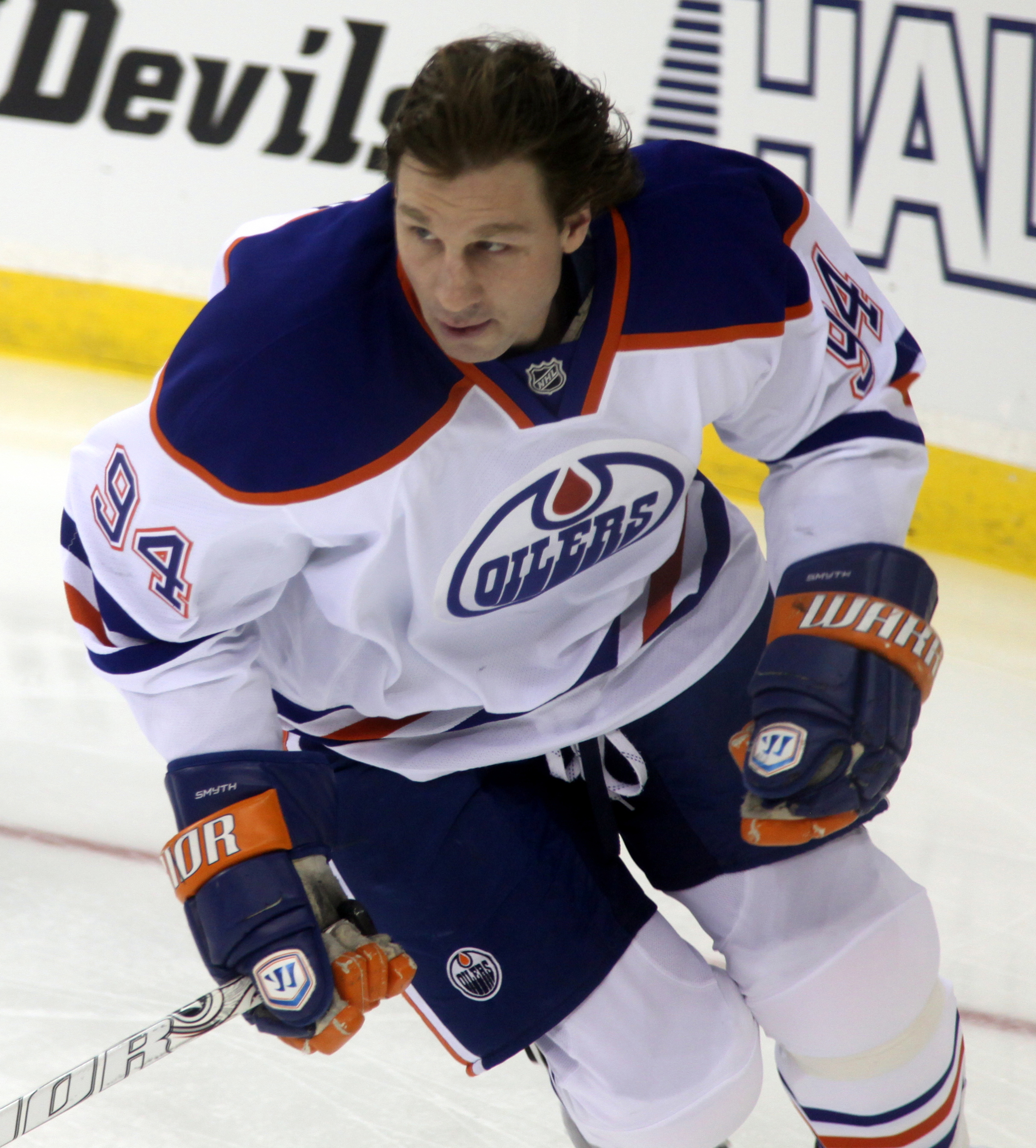
Ryan Smyth, gewählt an Position 6

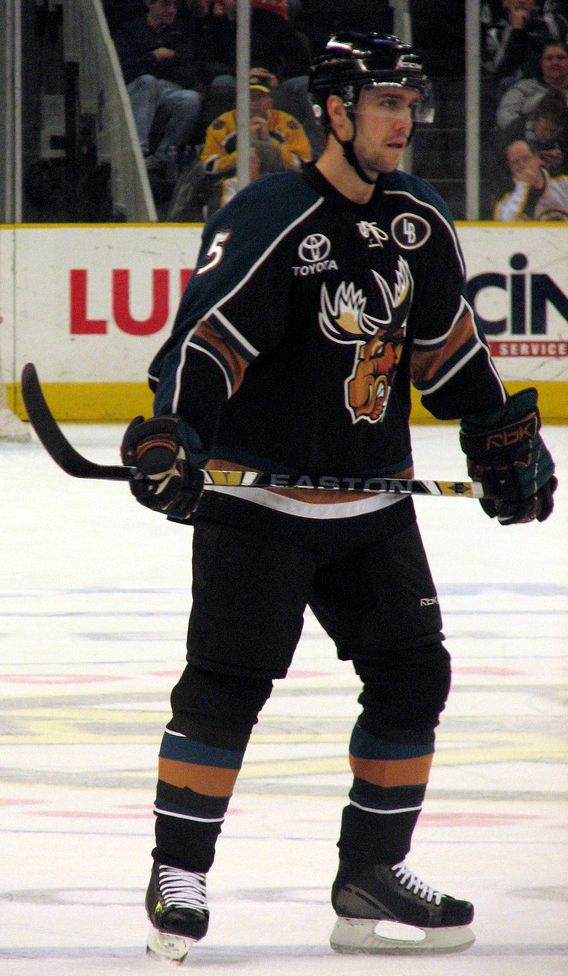
Nolan Baumgartner, gewählt an Position 10

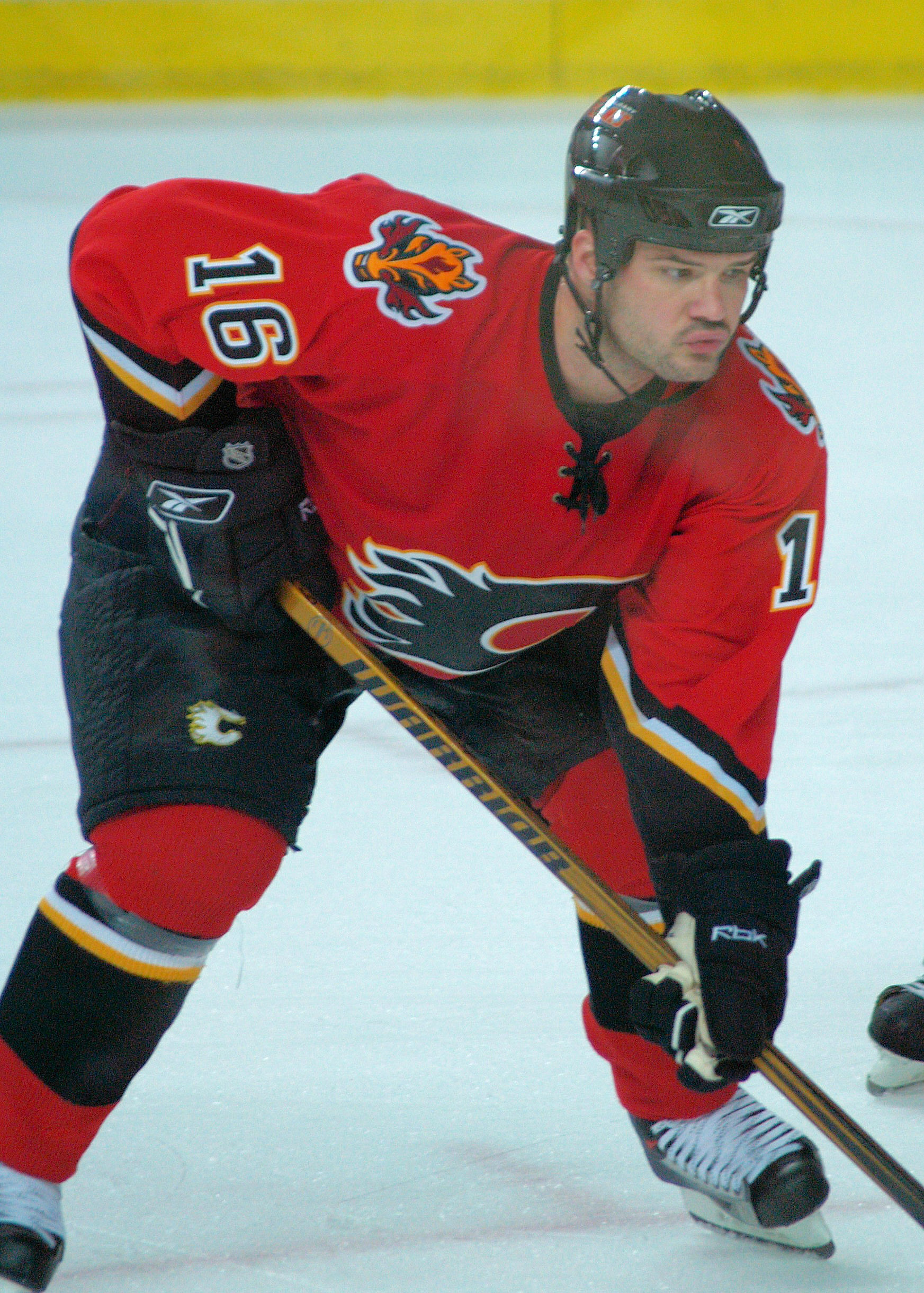
Jeff Friesen, gewählt an Position 11

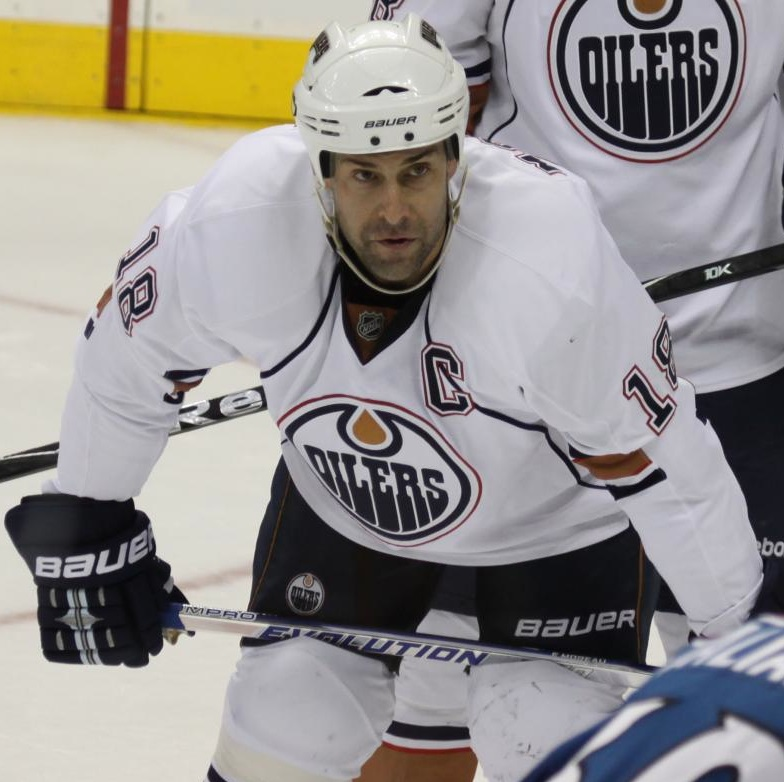
Ethan Moreau, gewählt an Position 14

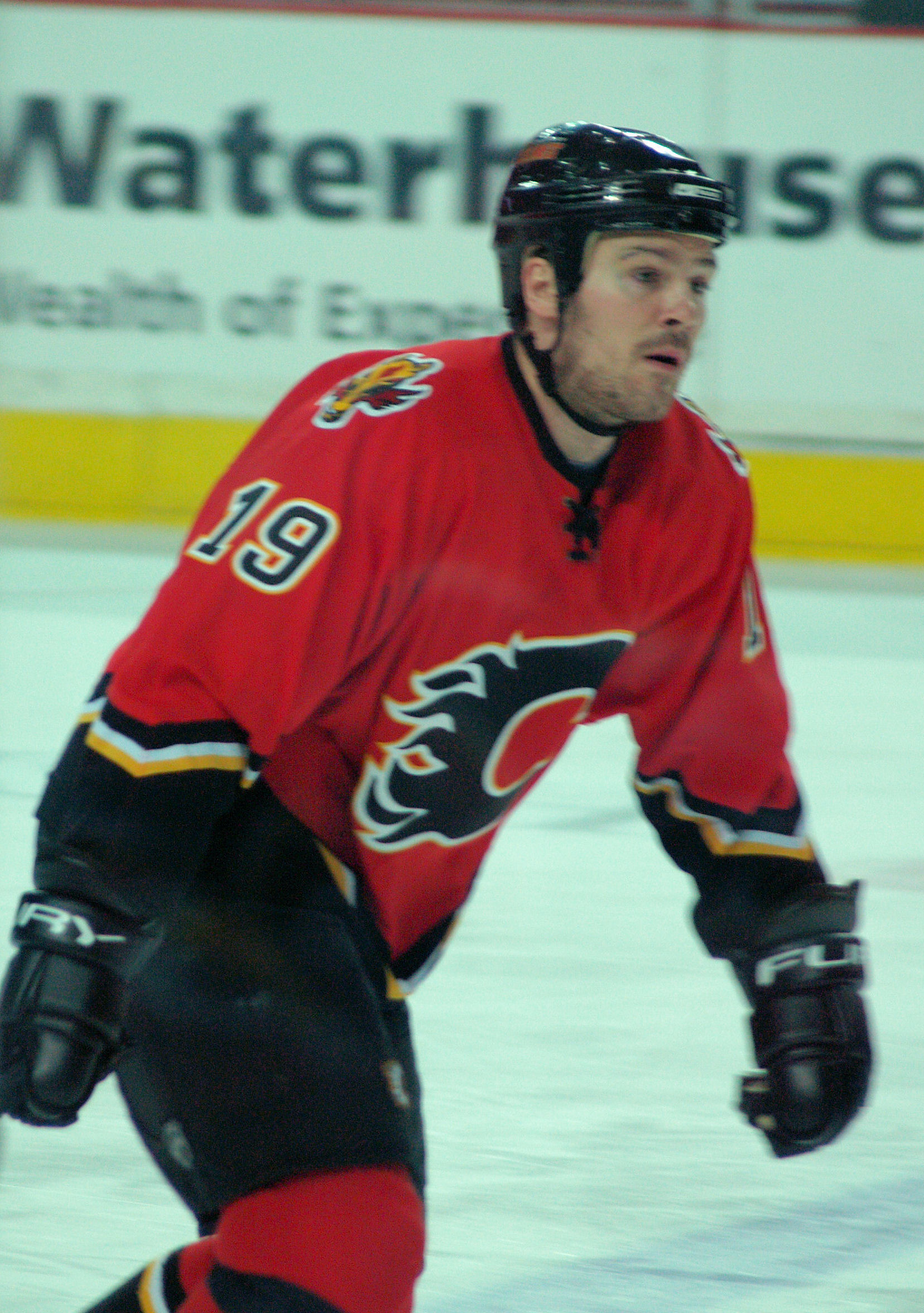
Wayne Primeau, gewählt an Position 17

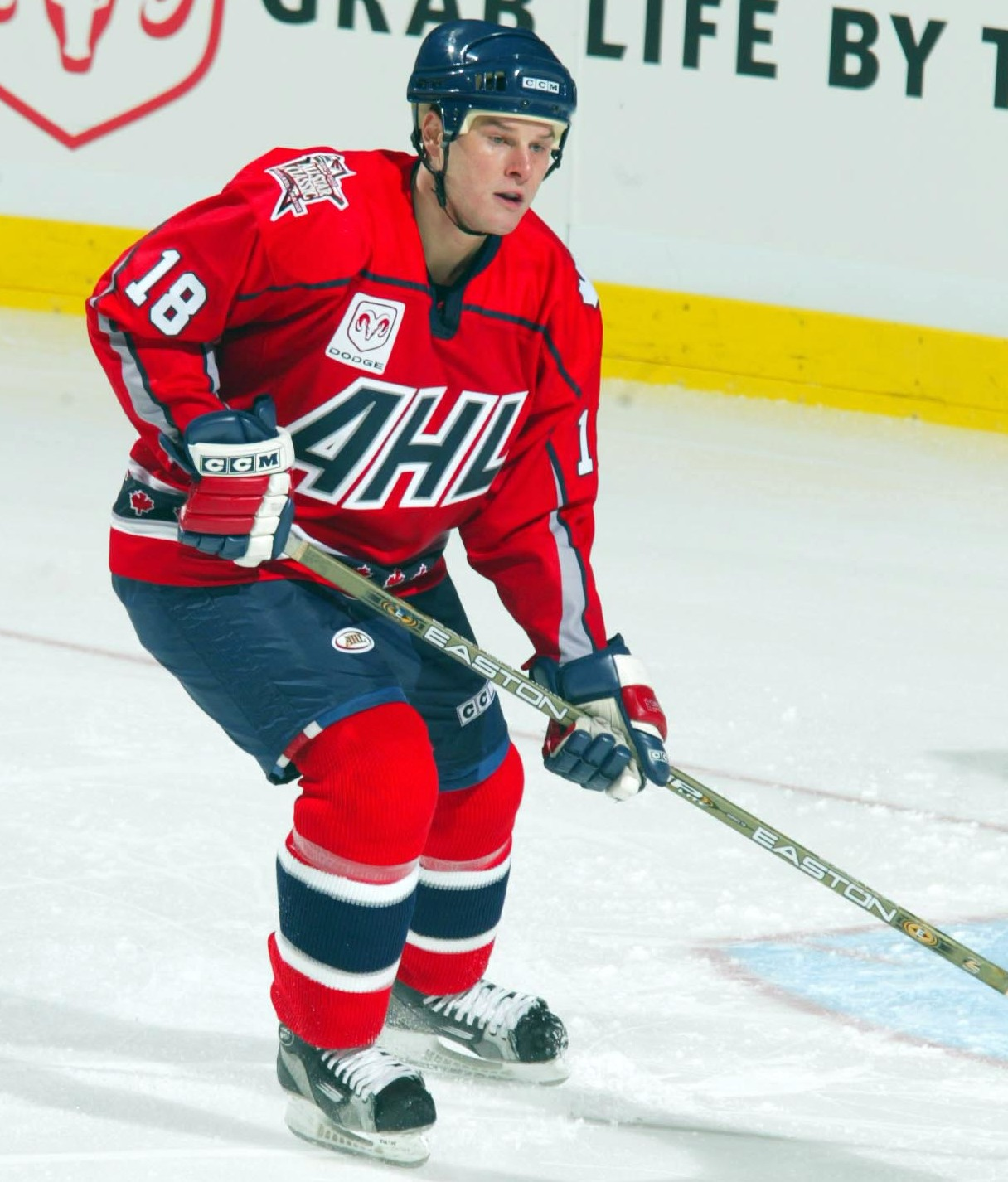
Jason Botterill, gewählt an Position 20

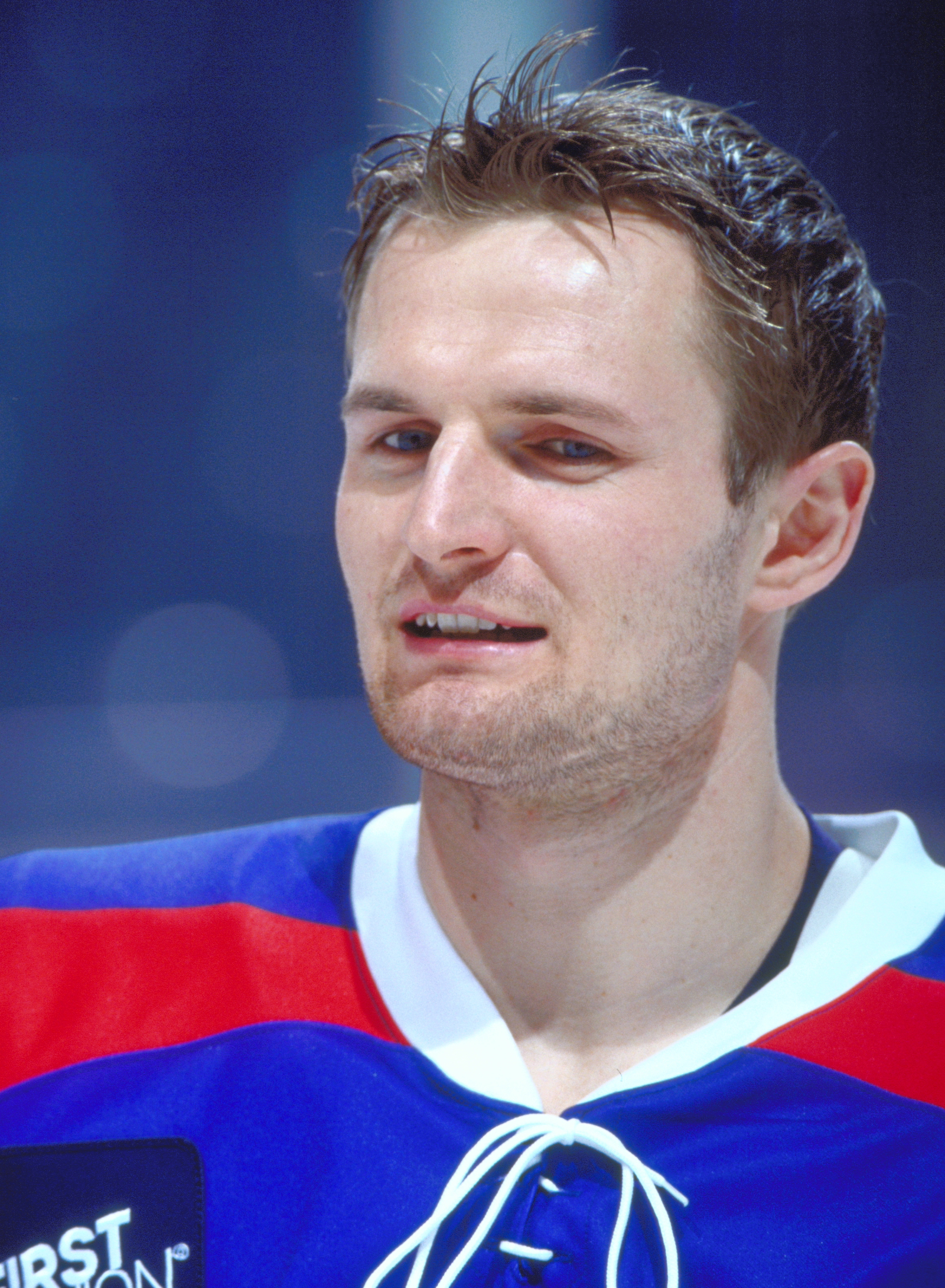
Josef Marha, gewählt an Position 35

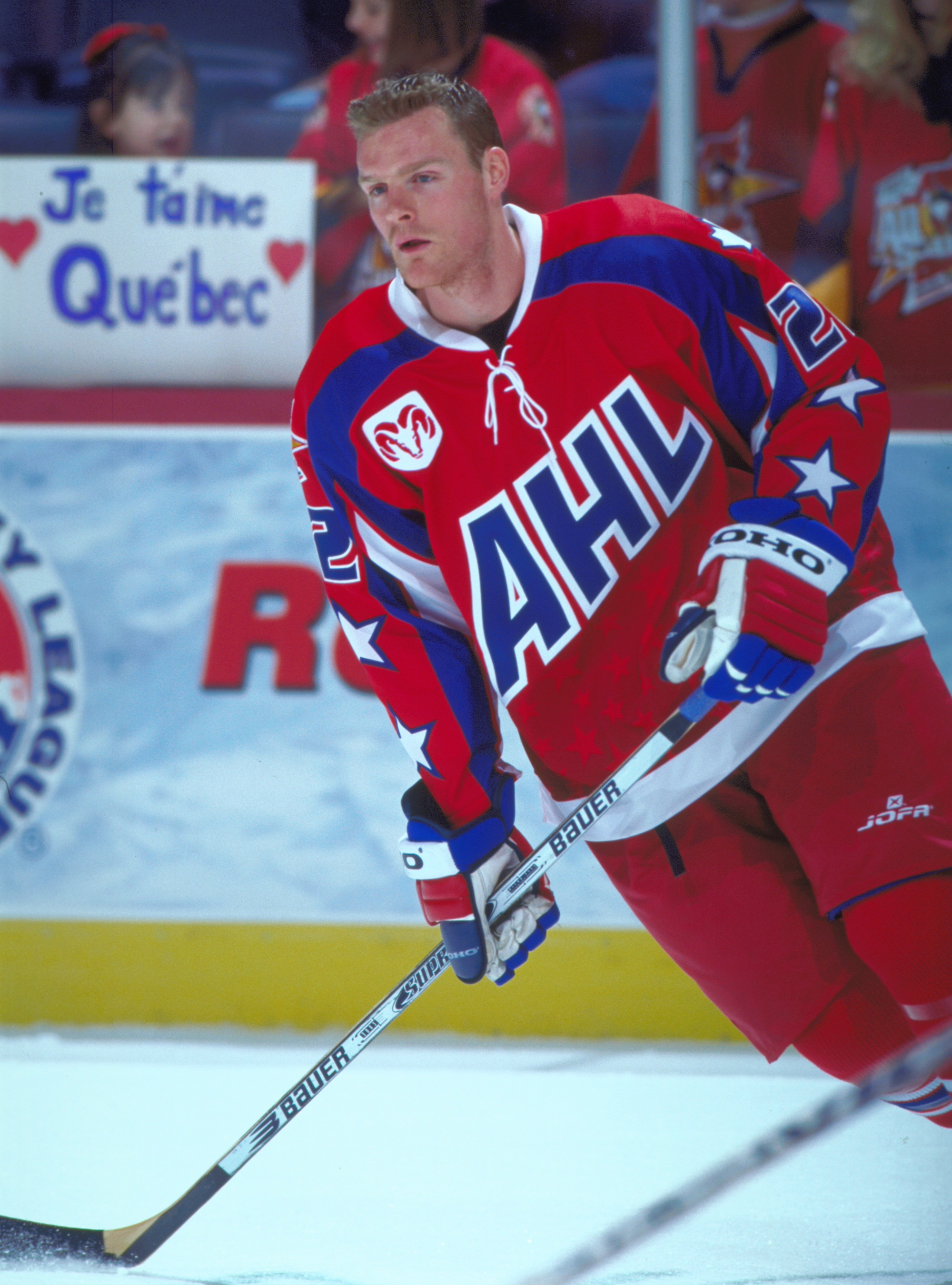
Jason Holland, gewählt an Position 38

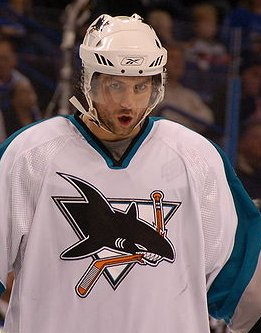
Curtis Brown, gewählt an Position 43

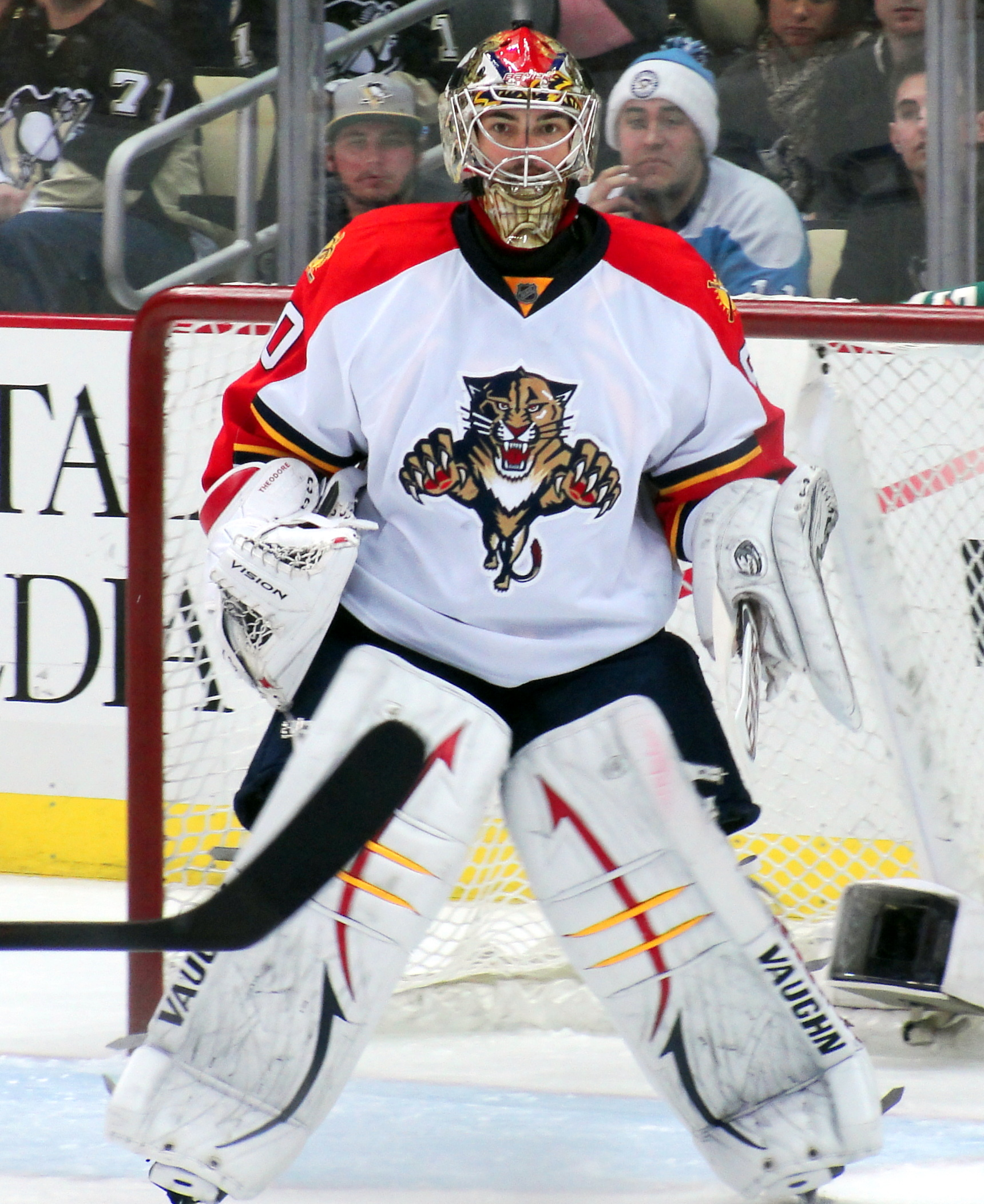
José Théodore, gewählt an Position 44

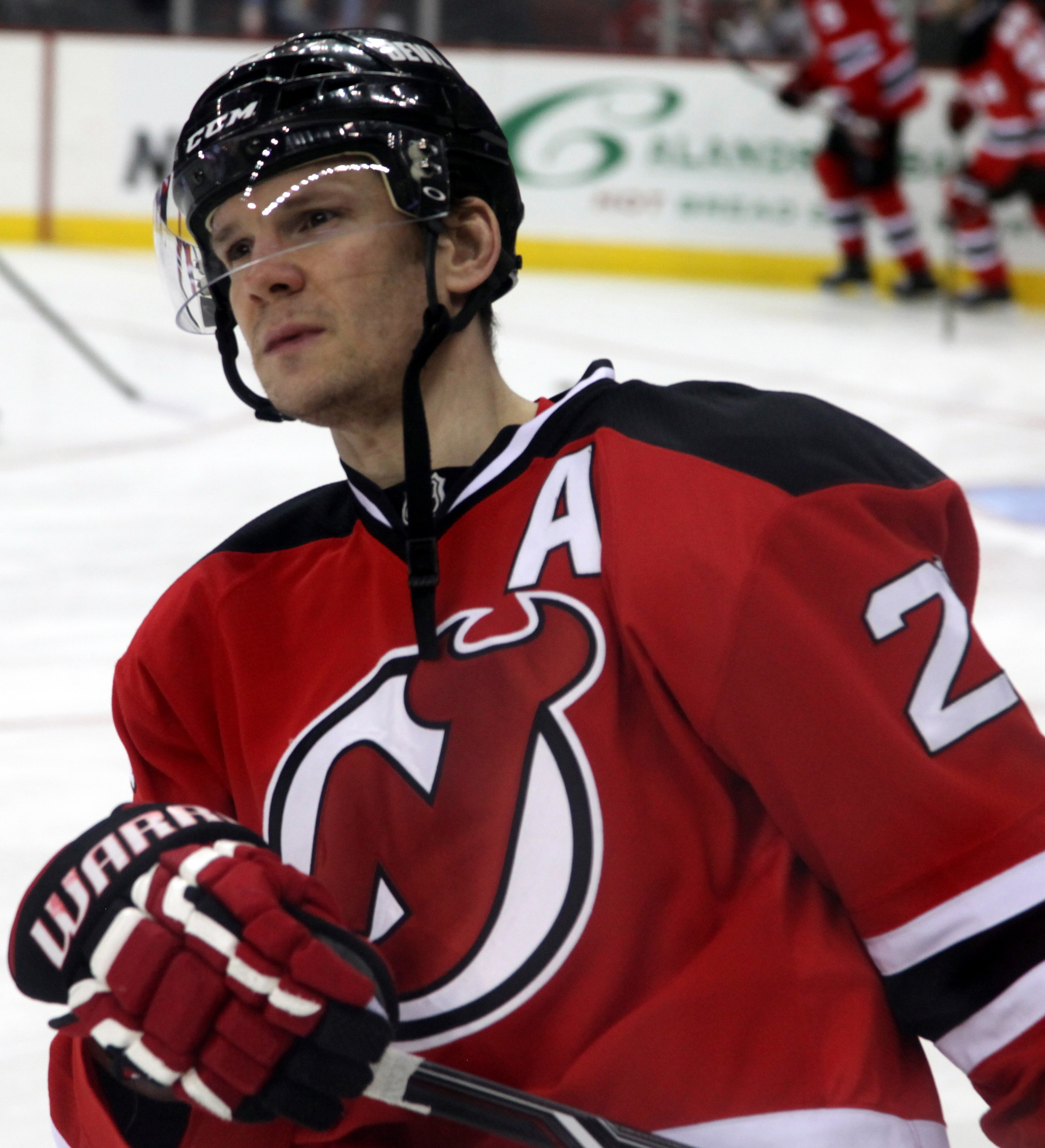
Patrik Eliáš, gewählt an Position 51

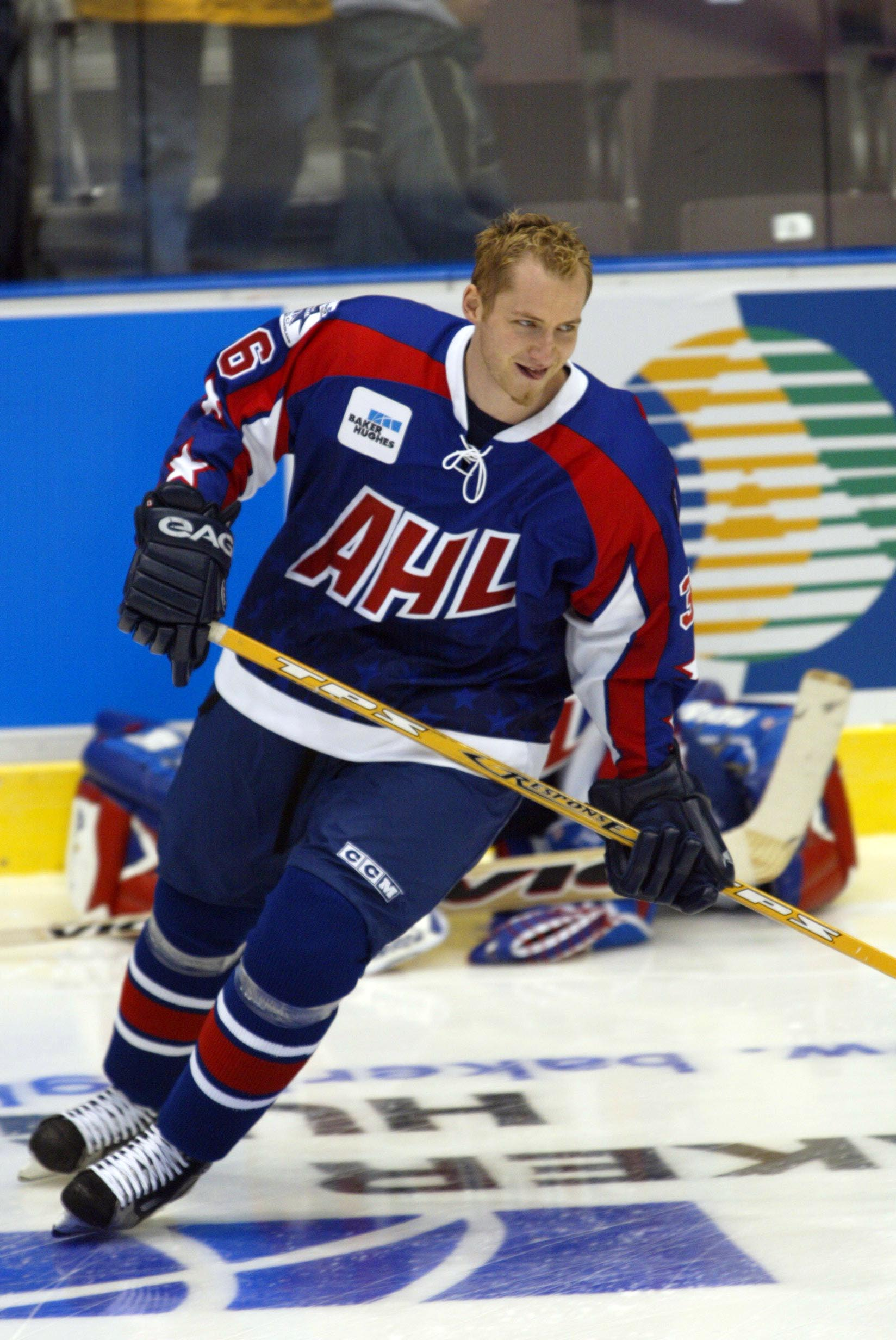
Sven Butenschön, gewählt an Position 57

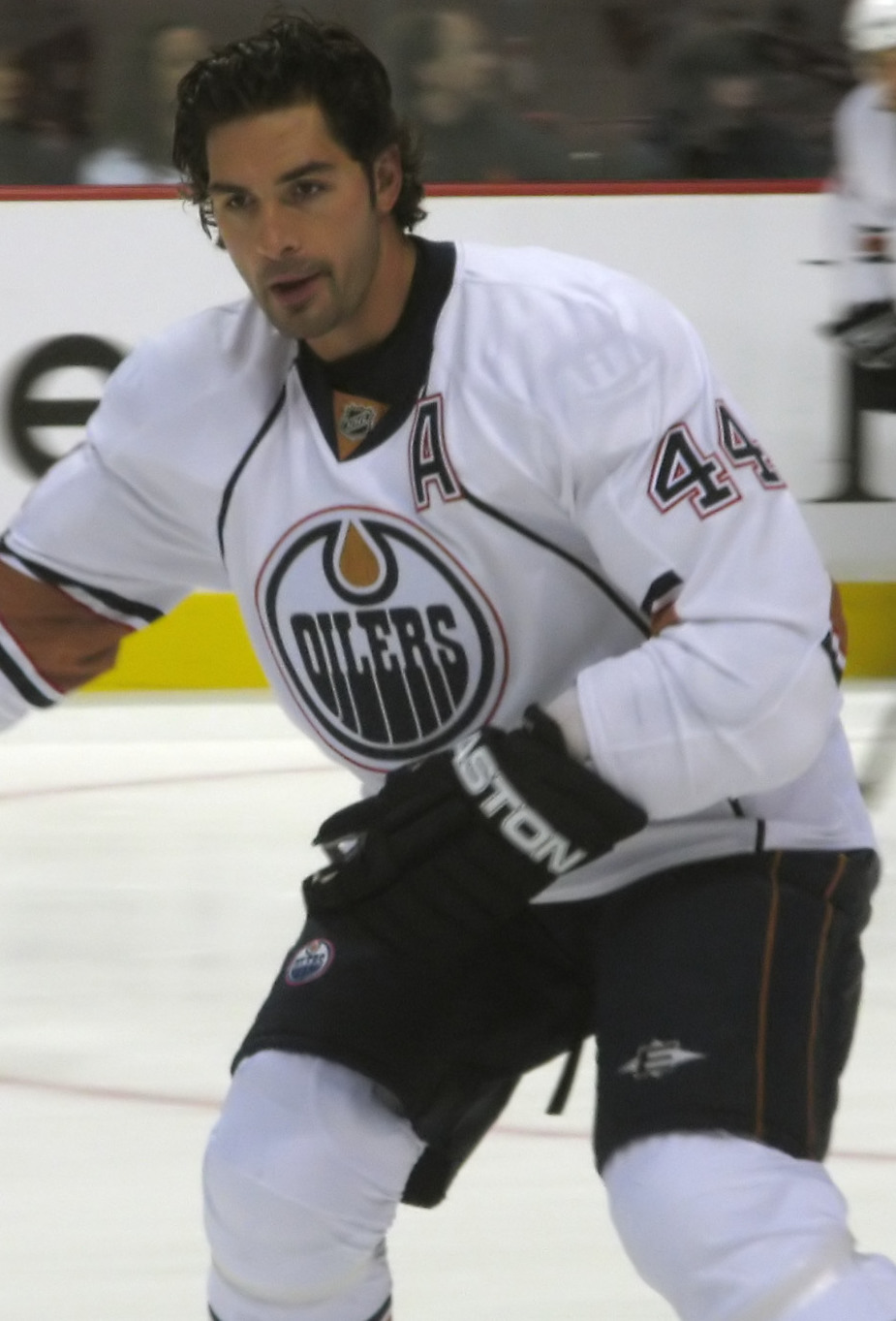
Sheldon Souray, gewählt an Position 71

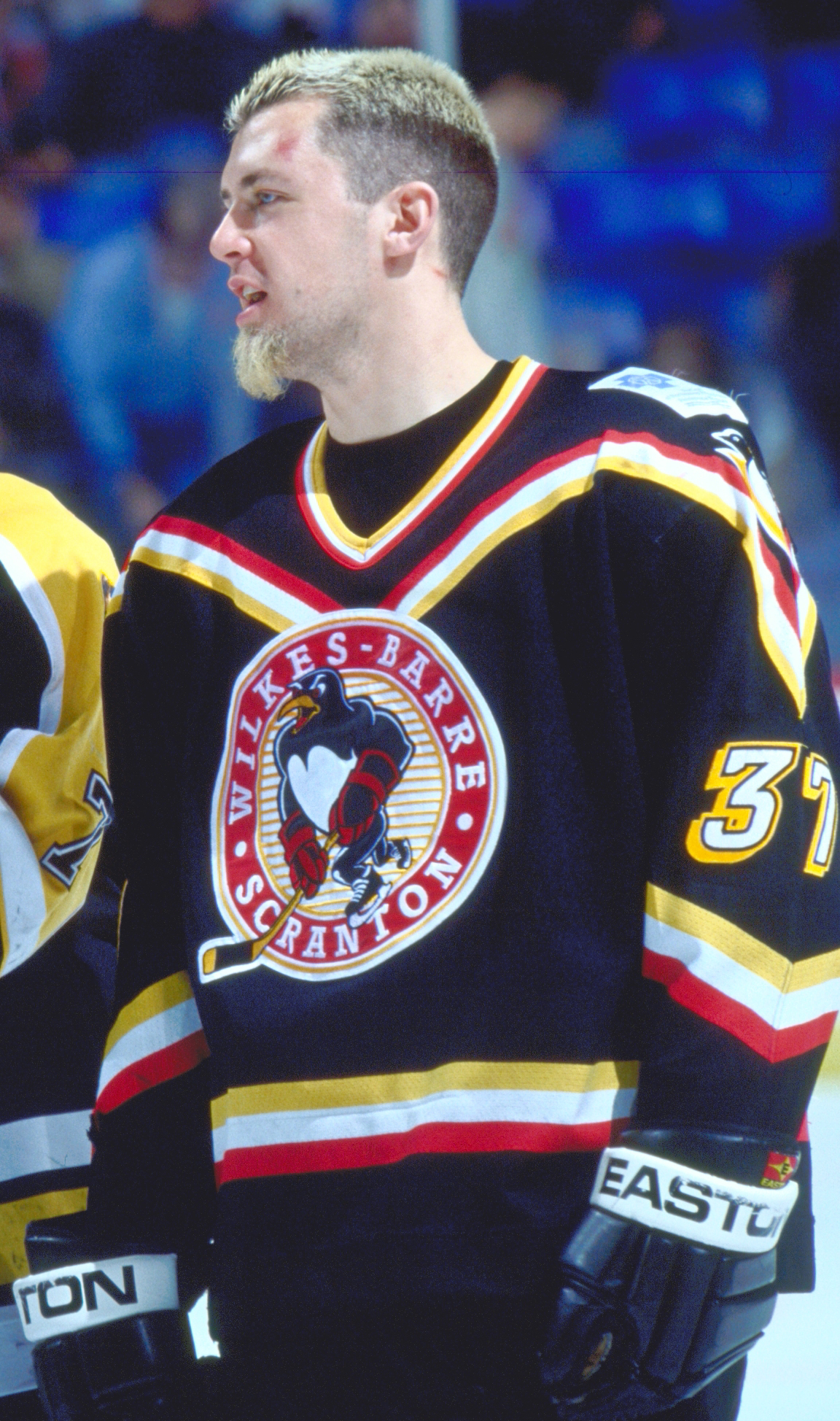
Greg Crozier, gewählt an Position 73

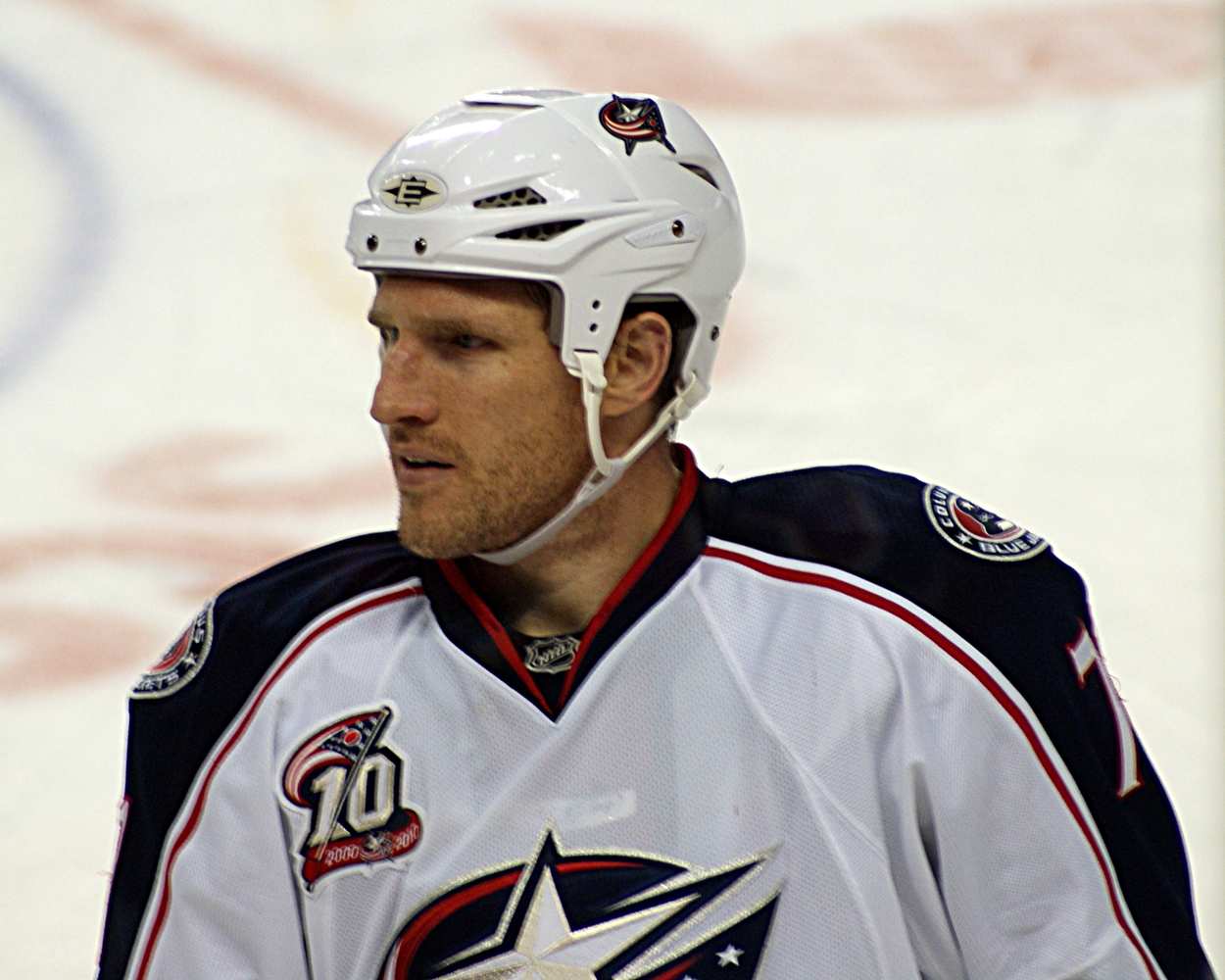
Chris Clark, gewählt an Position 77

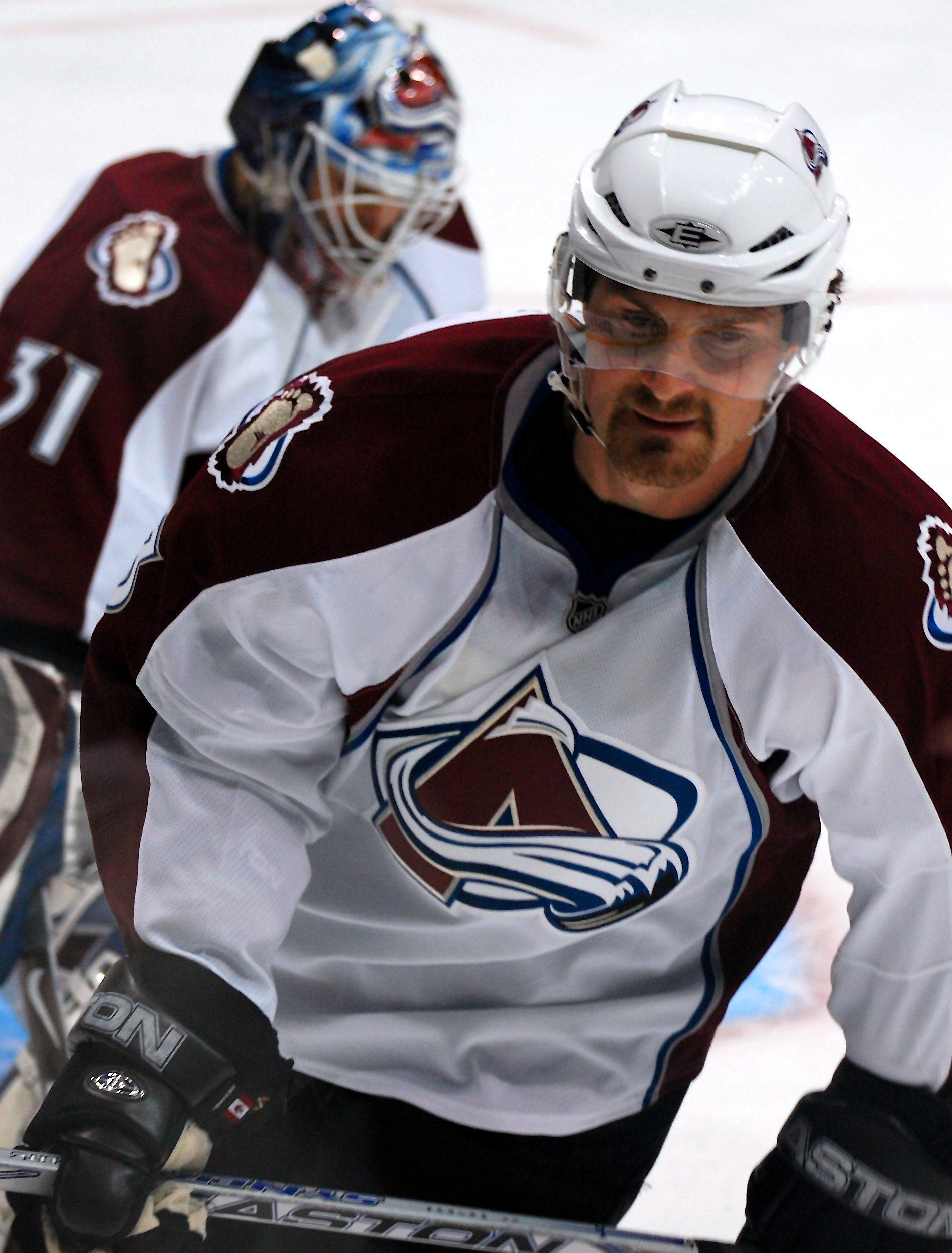
Milan Hejduk, gewählt an Position 87

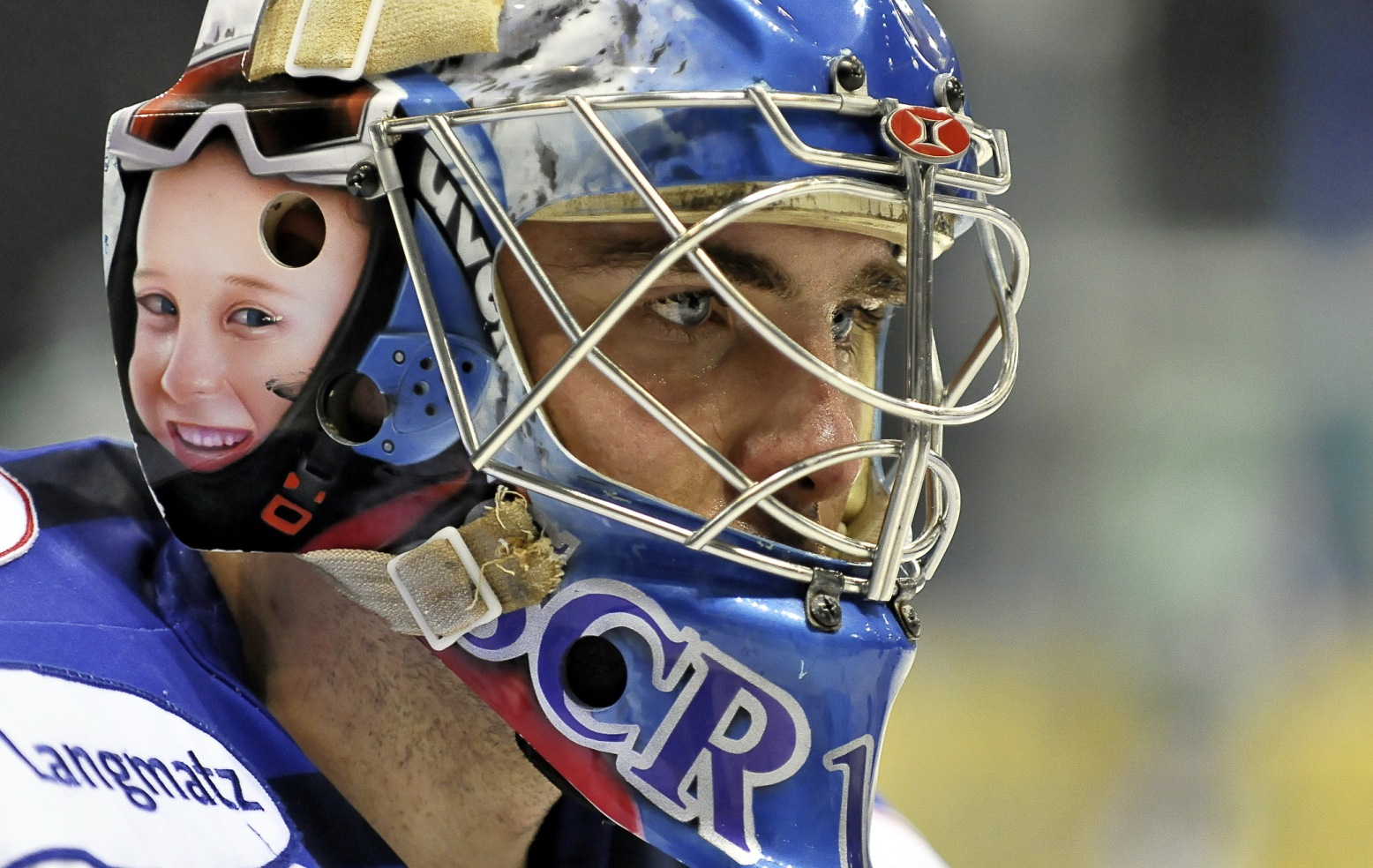
Mark McArthur, gewählt an Position 112

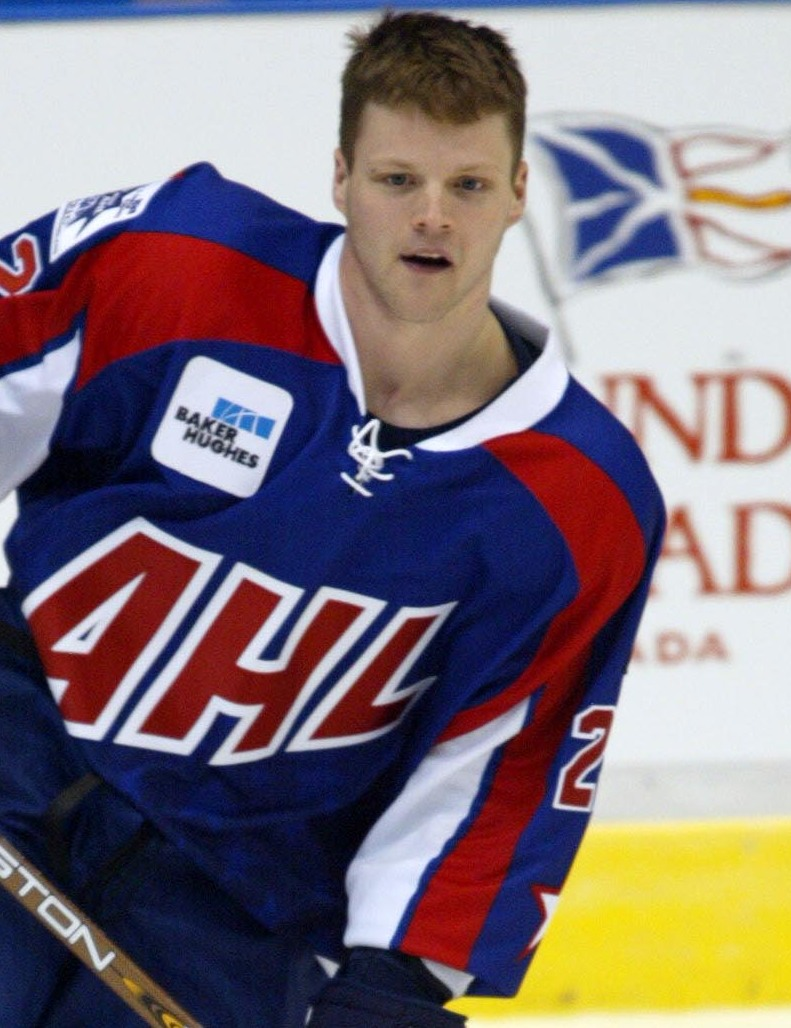
Brian Swanson, gewählt an Position 115

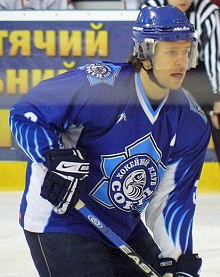
Serhij Klymentjew, gewählt an Position 121

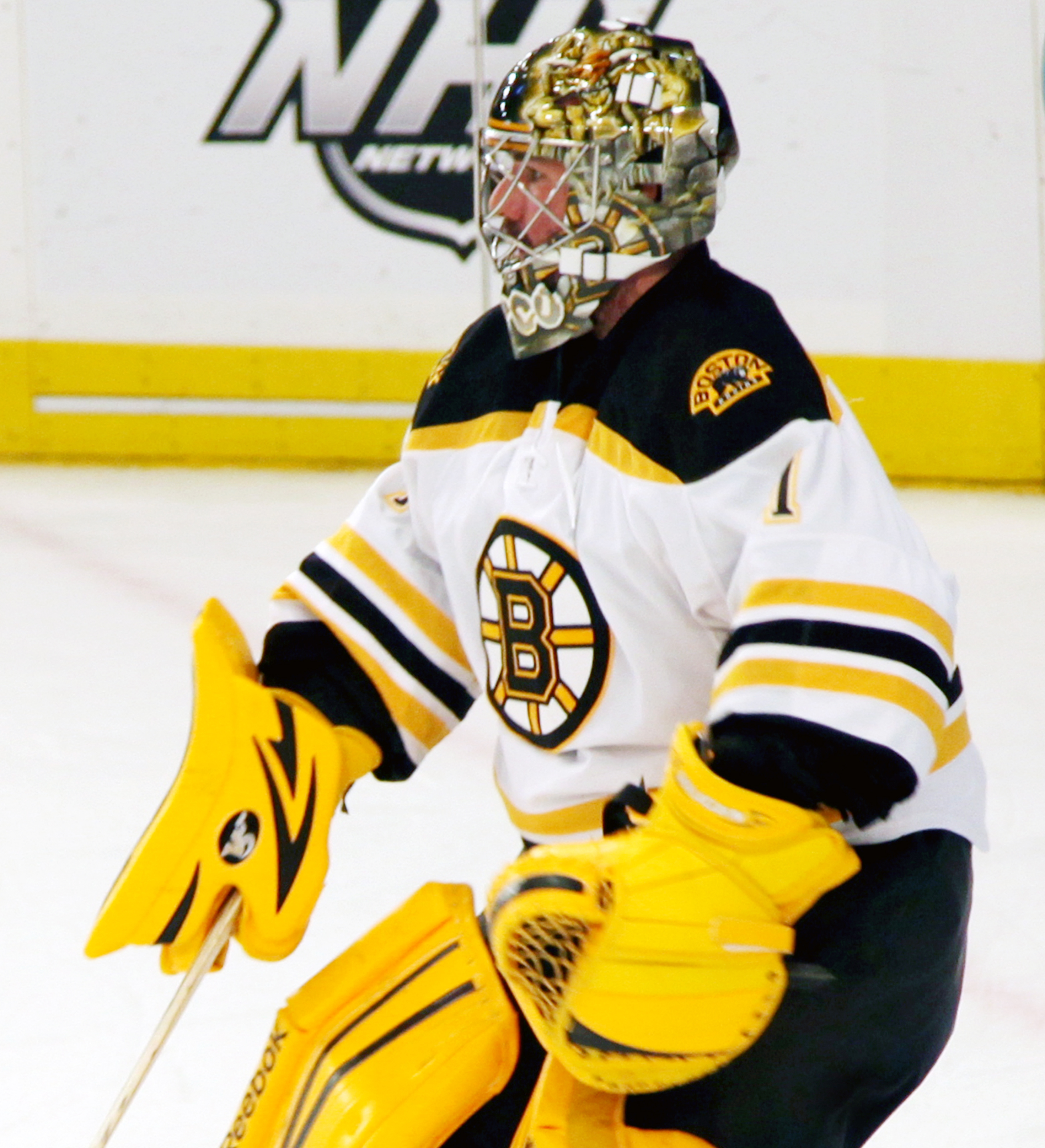
Marty Turco, gewählt an Position 124

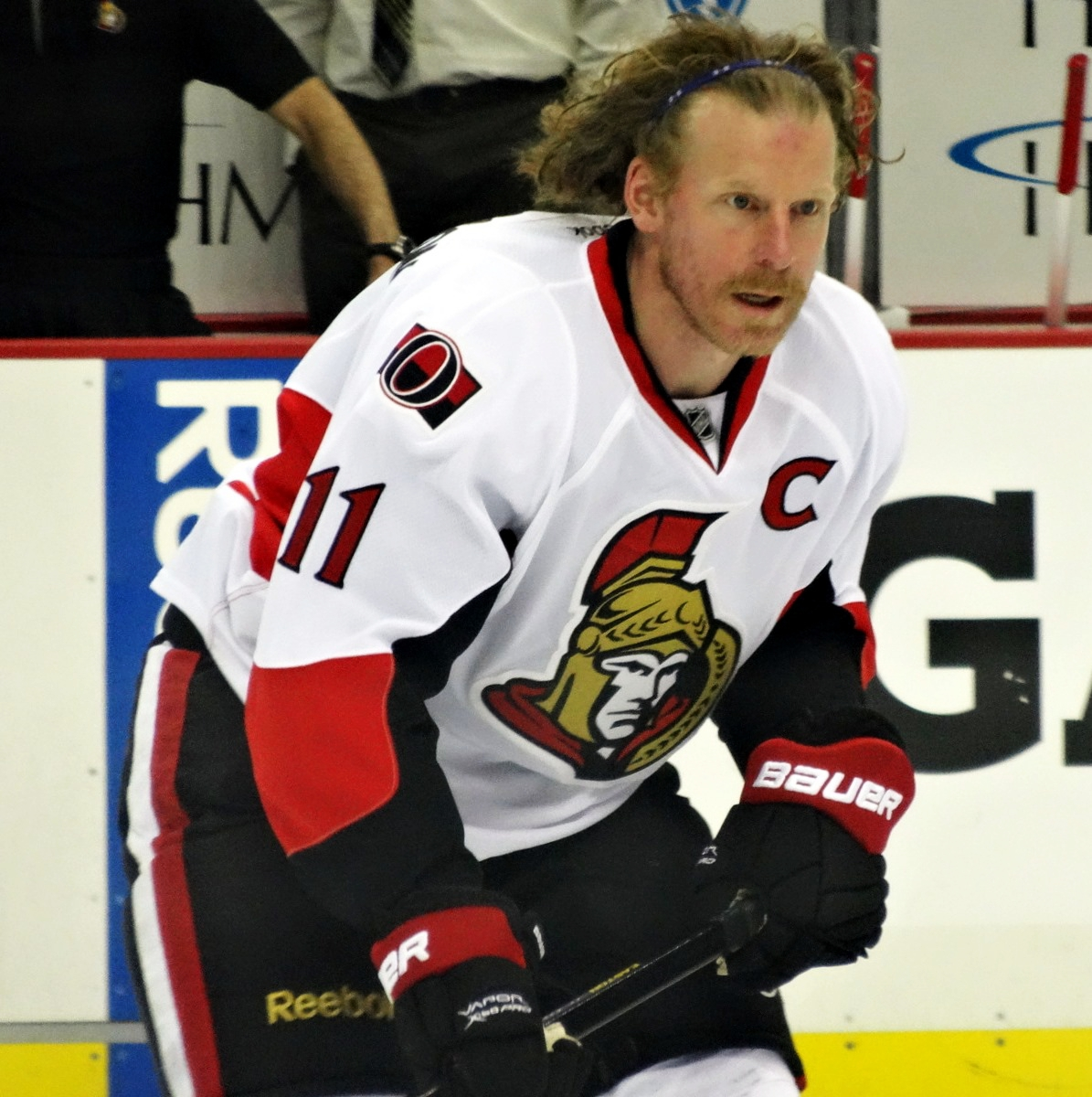
Daniel Alfredsson, gewählt an Position 133

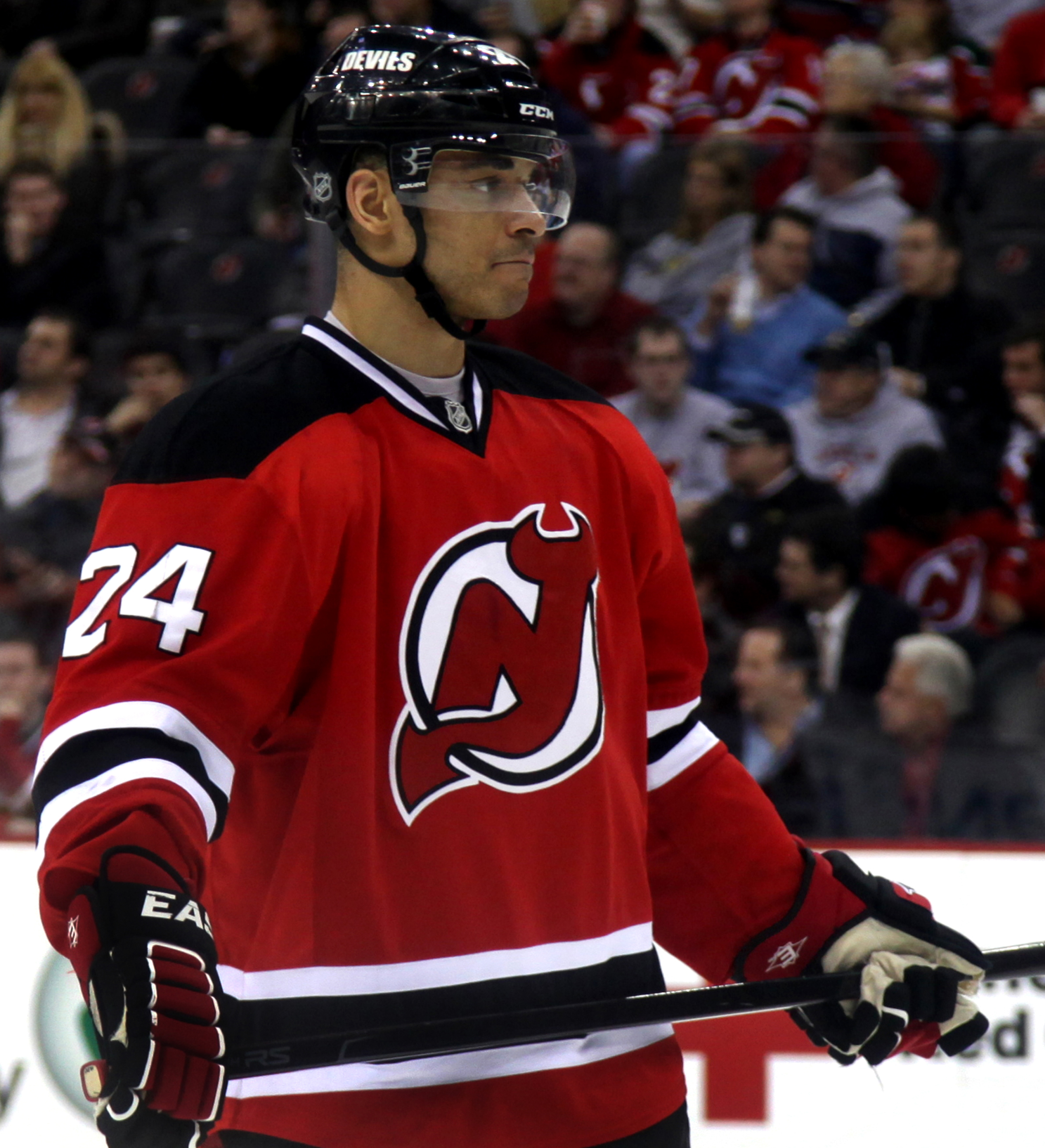
Bryce Salvador, gewählt an Position 138

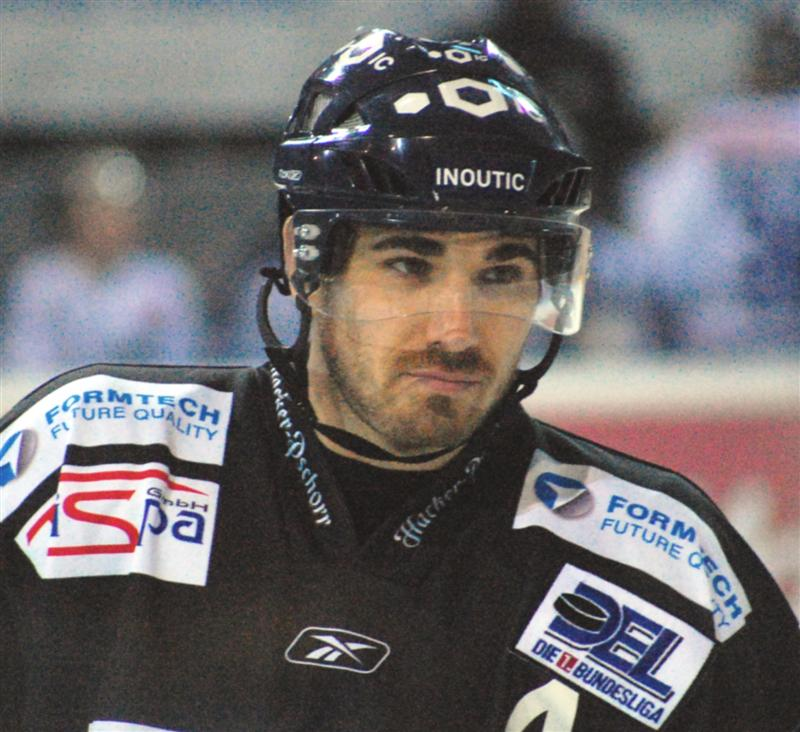
Calvin Elfring, gewählt an Position 165

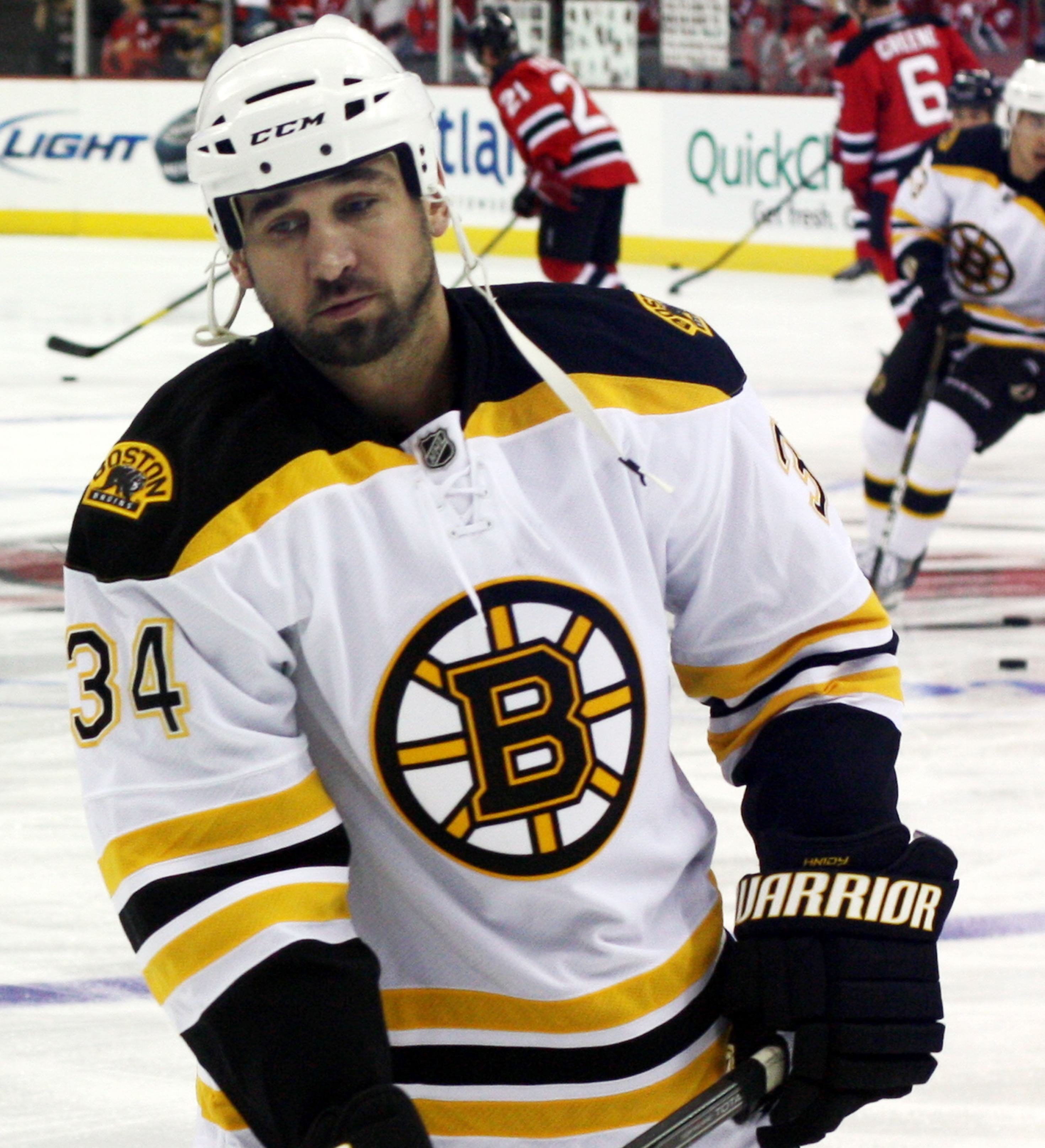
Shane Hnidy, gewählt an Position 173

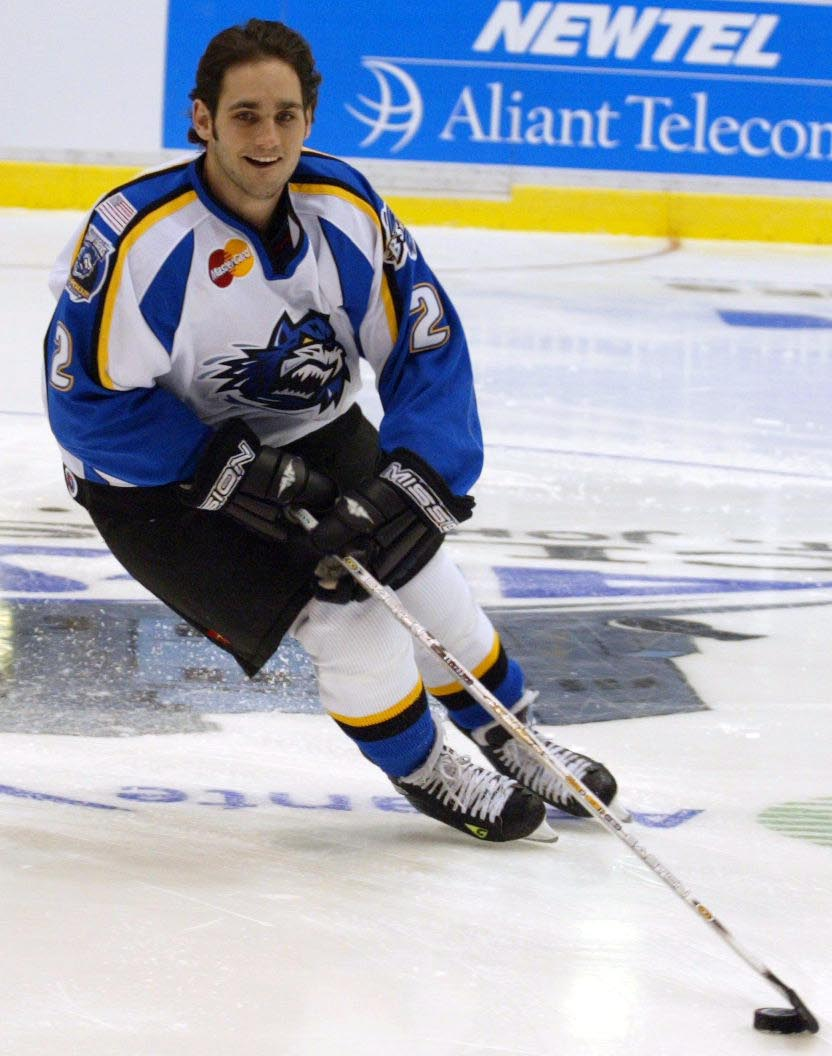
Ray Giroux, gewählt an Position 202

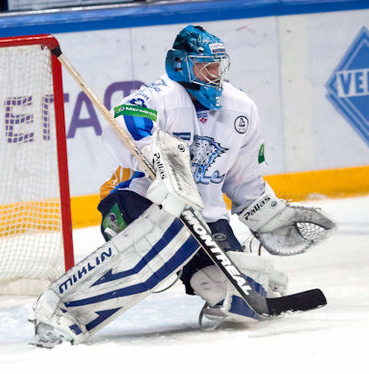
Witali Jeremejew, gewählt an Position 209

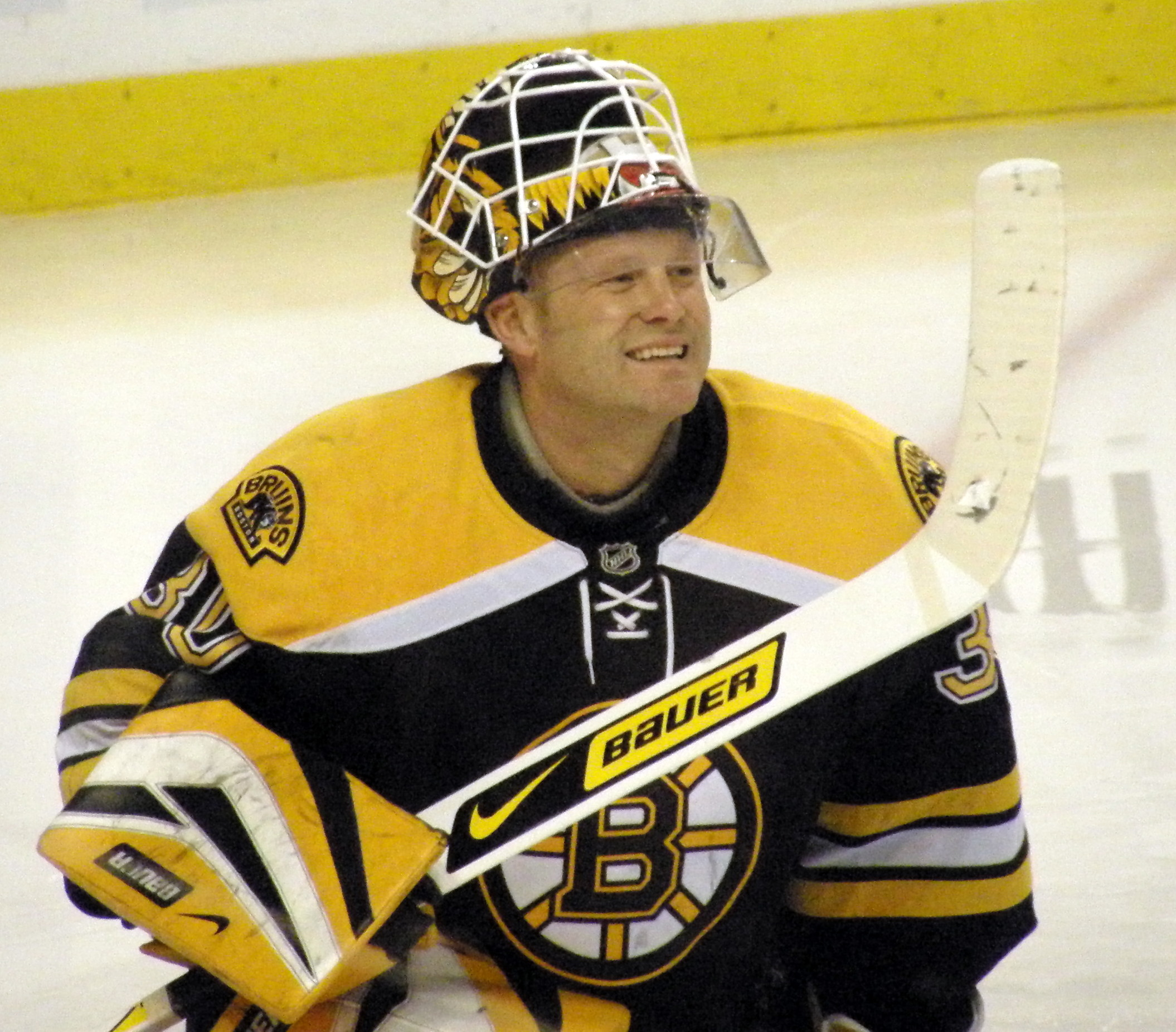
Tim Thomas, gewählt an Position 217

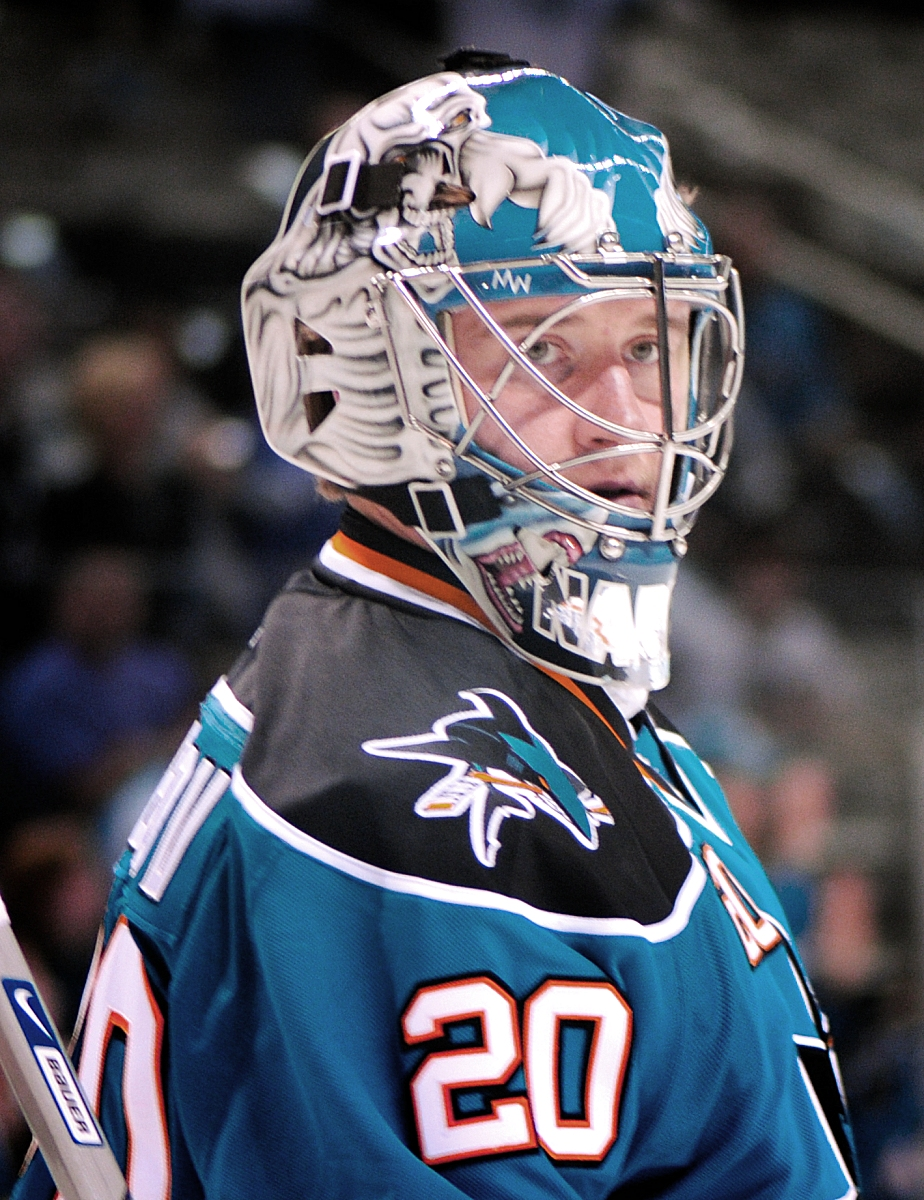
Jewgeni Nabokow, gewählt an Position 219

| Inhaltsverzeichnis Runde 1 \| Runde 2 \| Runde 3 \| Runde 4 \| Runde 5 \| Runde 6 \| Runde 7 \| Runde 8 \| Runde 9 \| Runde 10 \| Runde 11 |

Abkürzungen:
Position mit C = Center, LW = linker Flügel, RW = rechter Flügel, D = Verteidiger, G = Torwart
Farblegende:
 = Spieler, die in die Hockey Hall of Fame aufgenommen wurden

### Runde 1
| #   | Spieler              | Nationalität       | Position | NHL-Team                                                                                      | College-/Junioren-/Profi-Team           |
| --- | -------------------- | ------------------ | -------- | --------------------------------------------------------------------------------------------- | --------------------------------------- |
| 1.  | Ed Jovanovski        | Kanada             | D        | Florida Panthers                                                                              | Windsor Spitfires (OHL)                 |
| 2.  | Oleg Twerdowski      | Ukraine            | D        | Mighty Ducks of Anaheim                                                                       | Krylja Sowetow Moskau (MHL)             |
| 3.  | Radek Bonk           | Tschechien         | C        | Ottawa Senators                                                                               | Las Vegas Thunder (IHL)                 |
| 4.  | Jason Bonsignore     | Vereinigte Staaten | C        | Edmonton Oilers (von Winnipeg Jets)                                                           | Niagara Falls Thunder (OHL)             |
| 5.  | Jeff O’Neill         | Kanada             | RW       | Hartford Whalers                                                                              | Guelph Storm (OHL)                      |
| 6.  | Ryan Smyth           | Kanada             | LW       | Edmonton Oilers                                                                               | Moose Jaw Warriors (WHL)                |
| 7.  | Jamie Storr          | Kanada             | G        | Los Angeles Kings                                                                             | Owen Sound Platers (OHL)                |
| 8.  | Jason Wiemer         | Kanada             | C        | Tampa Bay Lightning                                                                           | Portland Winter Hawks (WHL)             |
| 9.  | Brett Lindros        | Kanada             | RW       | New York Islanders (von Nordiques de Québec)                                                  | Kingston Frontenacs (OHL)               |
| 10. | Nolan Baumgartner    | Kanada             | D        | Washington Capitals (von Philadelphia Flyers via Nordiques de Québec und Toronto Maple Leafs) | Kamloops Blazers (WHL)                  |
| 11. | Jeff Friesen         | Kanada             | LW       | San Jose Sharks                                                                               | Regina Pats (WHL)                       |
| 12. | Wade Belak           | Kanada             | RW       | Nordiques de Québec (von New York Islanders)                                                  | Saskatoon Blades (WHL)                  |
| 13. | Mattias Öhlund       | Schweden           | D        | Vancouver Canucks                                                                             | Piteå HC (Division 1)                   |
| 14. | Ethan Moreau         | Kanada             | LW       | Chicago Blackhawks                                                                            | Niagara Falls Thunder (OHL)             |
| 15. | Alexander Charlamow  | Russland           | RW       | Washington Capitals                                                                           | ZSKA Moskau (MHL)                       |
| 16. | Éric Fichaud         | Kanada             | G        | Toronto Maple Leafs (von St. Louis Blues via Washington Capitals)                             | Saguenéens de Chicoutimi (LHJMQ)        |
| 17. | Wayne Primeau        | Kanada             | C        | Buffalo Sabres                                                                                | Owen Sound Platers (OHL)                |
| 18. | Brad Brown           | Kanada             | D        | Canadiens de Montréal                                                                         | North Bay Centennials (OHL)             |
| 19. | Chris Dingman        | Kanada             | LW       | Calgary Flames                                                                                | Brandon Wheat Kings (WHL)               |
| 20. | Jason Botterill      | Kanada             | LW       | Dallas Stars                                                                                  | University of Michigan (NCAA)           |
| 21. | Jewgeni Rjabtschikow | Russland           | G        | Boston Bruins                                                                                 | Molot Perm (MHL)                        |
| 22. | Jeff Kealty          | Vereinigte Staaten | D        | Nordiques de Québec (von Toronto Maple Leafs)                                                 | Catholic Memorial High (US High School) |
| 23. | Jan Golubowski       | Russland           | D        | Detroit Red Wings                                                                             | Dynamo Moskau II (ORM)                  |
| 24. | Chris Wells          | Kanada             | C        | Pittsburgh Penguins                                                                           | Seattle Thunderbirds (WHL)              |
| 25. | Wadim Scharifjanow   | Russland           | RW       | New Jersey Devils                                                                             | Salawat Julajew Ufa (MHL)               |
| 26. | Dan Cloutier         | Kanada             | G        | New York Rangers                                                                              | Sault Ste. Marie Greyhounds (OHL)       |

### Runde 2
| #   | Spieler            | Nationalität       | Position | NHL-Team                                   | College-/Junioren-/Profi-Team                |
| --- | ------------------ | ------------------ | -------- | ------------------------------------------ | -------------------------------------------- |
| 27. | Rhett Warrener     | Kanada             | D        | Florida Panthers                           | Saskatoon Blades (WHL)                       |
| 28. | Johan Davidsson    | Schweden           | C        | Mighty Ducks of Anaheim                    | HV71 (Elitserien)                            |
| 29. | Stanislav Neckář   | Tschechien         | D        | Ottawa Senators                            | HC České Budějovice (tschech. Extraliga)     |
| 30. | Deron Quint        | Vereinigte Staaten | D        | Winnipeg Jets                              | Seattle Thunderbirds (WHL)                   |
| 31. | Jason Podollan     | Kanada             | RW       | Florida Panthers (von Hartford Whalers)    | Spokane Chiefs (WHL)                         |
| 32. | Mike Watt          | Kanada             | LW       | Edmonton Oilers                            | Stratford Cullitons (MWJHL)                  |
| 33. | Matt Johnson       | Kanada             | LW       | Los Angeles Kings                          | Peterborough Petes (OHL)                     |
| 34. | Colin Cloutier     | Kanada             | C        | Tampa Bay Lightning                        | Brandon Wheat Kings (WHL)                    |
| 35. | Josef Marha        | Tschechien         | C        | Nordiques de Québec                        | HC Dukla Jihlava (tschech. Extraliga)        |
| 36. | Ryan Johnson       | Kanada             | C        | Florida Panthers (von Philadelphia Flyers) | Thunder Bay Flyers (USHL)                    |
| 37. | Angel Nikolov      | Tschechien         | D        | San Jose Sharks                            | HC Chemopetrol Litvínov (tschech. Extraliga) |
| 38. | Jason Holland      | Kanada             | D        | New York Islanders                         | Kamloops Blazers (WHL)                       |
| 39. | Robb Gordon        | Kanada             | C        | Vancouver Canucks                          | Powell River Paper Kings (BCHL)              |
| 40. | Jean-Yves Leroux   | Kanada             | LW       | Chicago Blackhawks                         | Harfangs de Beauport (LHJMQ)                 |
| 41. | Scott Cherrey      | Kanada             | LW       | Washington Capitals                        | North Bay Centennials (OHL)                  |
| 42. | Dave Scatchard     | Kanada             | C        | Vancouver Canucks (von St. Louis Blues)    | Portland Winter Hawks (WHL)                  |
| 43. | Curtis Brown       | Kanada             | C        | Buffalo Sabres                             | Moose Jaw Warriors (WHL)                     |
| 44. | José Théodore      | Kanada             | G        | Canadiens de Montréal                      | Lynx de Saint-Jean (LHJMQ)                   |
| 45. | Dmitri Rjabykin    | Russland           | D        | Calgary Flames                             | Dynamo Moskau II (ORM)                       |
| 46. | Lee Jinman         | Kanada             | C        | Dallas Stars                               | North Bay Centennials (OHL)                  |
| 47. | Daniel Goneau      | Kanada             | LW       | Boston Bruins                              | Titan de Laval (LHJMQ)                       |
| 48. | Sean Haggerty      | Vereinigte Staaten | LW       | Toronto Maple Leafs                        | Detroit Junior Red Wings (OHL)               |
| 49. | Mathieu Dandenault | Kanada             | D        | Detroit Red Wings                          | Faucons de Sherbrooke (LHJMQ)                |
| 50. | Richard Park       | Vereinigte Staaten | RW       | Pittsburgh Penguins                        | Belleville Bulls (OHL)                       |
| 51. | Patrik Eliáš       | Tschechien         | LW       | New Jersey Devils                          | TJ Poldi SONP Kladno (tschech. Extraliga)    |
| 52. | Rudolf Verčík      | Slowakei           | LW       | New York Rangers                           | Slovan Bratislava (slowak. Extraliga)        |

### Runde 3
| #   | Spieler              | Nationalität       | Position | NHL-Team                                                                  | College-/Junioren-/Profi-Team       |
| --- | -------------------- | ------------------ | -------- | ------------------------------------------------------------------------- | ----------------------------------- |
| 53. | Corey Neilson        | Kanada             | D        | Edmonton Oilers (von Florida Panthers)                                    | North Bay Centennials (OHL)         |
| 54. | Chris Murray         | Kanada             | RW       | Canadiens de Montréal (von Mighty Ducks of Anaheim)                       | Kamloops Blazers (WHL)              |
| 55. | Wadim Jepantschinzew | Russland           | C        | Tampa Bay Lightning (von Ottawa Senators via Mighty Ducks of Anaheim)     | Spartak Moskau (MHL)                |
| 56. | Dorian Anneck        | Kanada             | C        | Winnipeg Jets                                                             | Victoria Cougars (WHL)              |
| 57. | Sven Butenschön      | Deutschland        | D        | Pittsburgh Penguins (von Hartford Whalers)                                | Brandon Wheat Kings (WHL)           |
| 58. | Tavis Hansen         | Kanada             | RW       | Winnipeg Jets (von Edmonton Oilers)                                       | Tacoma Rockets (WHL)                |
| 59. | Witali Jatschmenjow  | Russland           | LW       | Los Angeles Kings                                                         | North Bay Centennials (OHL)         |
| 60. | Brad Symes           | Kanada             | D        | Edmonton Oilers (von Tampa Bay Lightning)                                 | Portland Winter Hawks (WHL)         |
| 61. | Sébastien Bêty       | Kanada             | D        | Nordiques de Québec                                                       | Voltigeurs de Drummondville (LHJMQ) |
| 62. | Artjom Anissimow     | Russland           | D        | Philadelphia Flyers                                                       | Itil Kasan (MHL)                    |
| 63. | Jason Strudwick      | Kanada             | D        | New York Islanders (von San Jose Sharks)                                  | Kamloops Blazers (WHL)              |
| 64. | Fredrik Modin        | Schweden           | LW       | Toronto Maple Leafs (von New York Islanders)                              | IF Sundsvall/Timrå HC (Division 1)  |
| 65. | Chad Allan           | Kanada             | D        | Vancouver Canucks                                                         | Saskatoon Blades (WHL)              |
| 66. | Alexei Jegorow       | Russland           | RW       | San Jose Sharks (von Chicago Blackhawks)                                  | SKA Sankt Petersburg (MHL)          |
| 67. | Craig Reichert       | Kanada             | RW       | Mighty Ducks of Anaheim (von Washington Capitals via Tampa Bay Lightning) | Red Deer Rebels (WHL)               |
| 68. | Stéphane Roy         | Kanada             | C        | St. Louis Blues                                                           | Foreurs de Val-d’Or (LHJMQ)         |
| 69. | Rumun Ndur           | Kanada             | D        | Buffalo Sabres                                                            | Guelph Storm (OHL)                  |
| 70. | Marko Kiprusoff      | Finnland           | D        | Canadiens de Montréal                                                     | TPS Turku (SM-liiga)                |
| 71. | Sheldon Souray       | Kanada             | D        | New Jersey Devils (von Calgary Flames)                                    | Tri-City Americans (WHL)            |
| 72. | Chris Drury          | Vereinigte Staaten | C        | Nordiques de Québec (von Dallas Stars)                                    | Fairfield Prep (US High School)     |
| 73. | Greg Crozier         | Kanada             | LW       | Pittsburgh Penguins (von Boston Bruins)                                   | Lawrence Academy (US High School)   |
| 74. | Martin Bélanger      | Kanada             | D        | Canadiens de Montréal (von Toronto Maple Leafs)                           | Bisons de Granby (LHJMQ)            |
| 75. | Sean Gillam          | Kanada             | D        | Detroit Red Wings                                                         | Spokane Chiefs (WHL)                |
| 76. | Alexei Kriwtschenkow | Russland           | D        | Pittsburgh Penguins                                                       | ZSKA Moskau (MHL)                   |
| 77. | Chris Clark          | Vereinigte Staaten | RW       | Calgary Flames (von New Jersey Devils)                                    | Springfield Olympics (NEJHL)        |
| 78. | Adam Smith           | Kanada             | D        | New York Rangers                                                          | Tacoma Rockets (WHL)                |

### Runde 4
| #    | Spieler             | Nationalität       | Position | NHL-Team                                                                             | College-/Junioren-/Profi-Team                |
| ---- | ------------------- | ------------------ | -------- | ------------------------------------------------------------------------------------ | -------------------------------------------- |
| 79.  | Adam Copeland       | Kanada             | RW       | Edmonton Oilers (von Florida Panthers via Winnipeg Jets)                             | Burlington Cougars (OPJHL)                   |
| 80.  | Byron Briske        | Kanada             | D        | Mighty Ducks of Anaheim                                                              | Red Deer Rebels (WHL)                        |
| 81.  | Bryan Masotta       | Vereinigte Staaten | G        | Ottawa Senators                                                                      | Hotchkiss Academy (US High School)           |
| 82.  | Steve Cheredaryk    | Kanada             | D        | Winnipeg Jets                                                                        | Medicine Hat Tigers (WHL)                    |
| 83.  | Hnat Domenichelli   | Kanada             | C        | Hartford Whalers                                                                     | Kamloops Blazers (WHL)                       |
| 84.  | David Nemirovsky    | Kanada             | RW       | Florida Panthers (von Edmonton Oilers)                                               | Ottawa 67’s (OHL)                            |
| 85.  | Steve McLaren       | Kanada             | D        | Chicago Blackhawks (von Los Angeles Kings)                                           | North Bay Centennials (OHL)                  |
| 86.  | Dmitri Klewakin     | Russland           | RW       | Tampa Bay Lightning (von Tampa Bay Lightning via St. Louis Blues)                    | Spartak Moskau (MHL)                         |
| 87.  | Milan Hejduk        | Tschechien         | RW       | Nordiques de Québec                                                                  | HC Pardubice (tschech. Extraliga)            |
| 88.  | Adam Magarrell      | Kanada             | D        | Philadelphia Flyers                                                                  | Brandon Wheat Kings (WHL)                    |
| 89.  | Václav Varaďa       | Tschechien         | RW       | San Jose Sharks                                                                      | HC Vítkovice (tschech. Extraliga)            |
| 90.  | Brad Lukowich       | Kanada             | D        | New York Islanders                                                                   | Kamloops Blazers (WHL)                       |
| 91.  | Ryan Duthie         | Kanada             | C        | Calgary Flames (von Vancouver Canucks via Tampa Bay Lightning und New Jersey Devils) | Spokane Chiefs (WHL)                         |
| 92.  | Mike Dubinsky       | Kanada             | RW       | Vancouver Canucks (von Chicago Blackhawks)                                           | Brandon Wheat Kings (WHL)                    |
| 93.  | Matt Herr           | Vereinigte Staaten | C        | Washington Capitals                                                                  | Hotchkiss Academy (US High School)           |
| 94.  | Tyler Harlton       | Kanada             | D        | St. Louis Blues                                                                      | Vernon Lakers (BCHL)                         |
| 95.  | Jussi Tarvainen     | Finnland           | C        | Edmonton Oilers (von Buffalo Sabres)                                                 | KalPa Kuopio (SM-liiga)                      |
| 96.  | Arto Kuki           | Finnland           | C        | Canadiens de Montréal                                                                | Kiekko-Espoo U20 (Nuorten SM-liiga)          |
| 97.  | Johan Finnström     | Schweden           | D        | Calgary Flames                                                                       | Rögle BK (Elitserien)                        |
| 98.  | Jamie Wright        | Kanada             | LW       | Dallas Stars                                                                         | Guelph Storm (OHL)                           |
| 99.  | Eric Nickulas       | Vereinigte Staaten | RW       | Boston Bruins                                                                        | Cushing Academy (US High School)             |
| 100. | Alexander Korobolin | Russland           | D        | New York Rangers (von Toronto Maple Leafs)                                           | Metschel Tscheljabinsk (Elitnaja Liga)       |
| 101. | Sébastien Vallée    | Kanada             | C        | Philadelphia Flyers (von Detroit Red Wings)                                          | Tigres de Victoriaville (LHJMQ)              |
| 102. | Tom O’Connor        | Vereinigte Staaten | D        | Pittsburgh Penguins                                                                  | Springfield Olympics (NEJHL)                 |
| 103. | Zdeněk Skořepa      | Tschechien         | RW       | New Jersey Devils                                                                    | HC Chemopetrol Litvínov (tschech. Extraliga) |
| 104. | Sylvain Blouin      | Kanada             | LW       | New York Rangers                                                                     | Titan de Laval (LHJMQ)                       |

### Runde 5
| #    | Spieler            | Nationalität       | Position | NHL-Team                                                                              | College-/Junioren-/Profi-Team       |
| ---- | ------------------ | ------------------ | -------- | ------------------------------------------------------------------------------------- | ----------------------------------- |
| 105. | Dave Geris         | Kanada             | D        | Florida Panthers                                                                      | Windsor Spitfires (OHL)             |
| 106. | Pavel Trnka        | Tschechien         | D        | Mighty Ducks of Anaheim                                                               | HC Škoda Plzeň (tschech. Extraliga) |
| 107. | Nils Ekman         | Schweden           | LW       | Calgary Flames (von Ottawa Senators via New Jersey Devils)                            | Hammarby IF (Division 1)            |
| 108. | Craig Mills        | Kanada             | RW       | Winnipeg Jets                                                                         | Belleville Bulls (OHL)              |
| 109. | Ryan Risidore      | Kanada             | D        | Hartford Whalers                                                                      | Guelph Storm (OHL)                  |
| 110. | Jon Gaskins        | Vereinigte Staaten | D        | Edmonton Oilers                                                                       | Dubuque Fighting Saints (USHL)      |
| 111. | Chris Schmidt      | Kanada             | D        | Los Angeles Kings                                                                     | Seattle Thunderbirds (WHL)          |
| 112. | Mark McArthur      | Kanada             | G        | New York Islanders (von Tampa Bay Lightning)                                          | Guelph Storm (OHL)                  |
| 113. | Tony Tuzzolino     | Vereinigte Staaten | RW       | Nordiques de Québec                                                                   | Michigan State University (NCAA)    |
| 114. | Frédéric Deschênes | Kanada             | G        | Detroit Red Wings (von Philadelphia Flyers via Winnipeg Jets und Philadelphia Flyers) | Bisons de Granby (LHJMQ)            |
| 115. | Brian Swanson      | Vereinigte Staaten | C        | San Jose Sharks                                                                       | Omaha Lancers (USHL)                |
| 116. | Albie O’Connell    | Vereinigte Staaten | LW       | New York Islanders                                                                    | St. Sebastian’s (US High School)    |
| 117. | Yanick Dubé        | Kanada             | C        | Vancouver Canucks                                                                     | Titan de Laval (LHJMQ)              |
| 118. | Marc Dupuis        | Kanada             | D        | Chicago Blackhawks                                                                    | Belleville Bulls (OHL)              |
| 119. | Yanick Jean        | Kanada             | D        | Washington Capitals                                                                   | Saguenéens de Chicoutimi (LHJMQ)    |
| 120. | Edvin Frylén       | Schweden           | D        | St. Louis Blues                                                                       | Västerås IK (Elitserien)            |
| 121. | Serhij Klymentjew  | Ukraine            | D        | Buffalo Sabres                                                                        | Medicine Hat Tigers (WHL)           |
| 122. | Jimmy Drolet       | Kanada             | D        | Canadiens de Montréal                                                                 | Laser de Saint-Hyacinthe (LHJMQ)    |
| 123. | Frank Appel        | Deutschland        | D        | Calgary Flames                                                                        | Düsseldorfer EG (Bundesliga)        |
| 124. | Marty Turco        | Kanada             | G        | Dallas Stars                                                                          | Cambridge High (US High School)     |
| 125. | Darren Wright      | Kanada             | D        | Boston Bruins                                                                         | Prince Albert Raiders (WHL)         |
| 126. | Mark Deyell        | Kanada             | C        | Toronto Maple Leafs                                                                   | Saskatoon Blades (WHL)              |
| 127. | Doug Battaglia     | Kanada             | LW       | Detroit Red Wings                                                                     | Brockville Braves (CJHL)            |
| 128. | Clint Johnson      | Vereinigte Staaten | LW       | Pittsburgh Penguins                                                                   | Duluth East High (US High School)   |
| 129. | Christian Gosselin | Kanada             | D        | New Jersey Devils                                                                     | Laser de Saint-Hyacinthe (LHJMQ)    |
| 130. | Martin Éthier      | Kanada             | D        | New York Rangers                                                                      | Harfangs de Beauport (LHJMQ)        |

### Runde 6
| #    | Spieler               | Nationalität       | Position | NHL-Team                                                                                    | College-/Junioren-/Profi-Team            |
| ---- | --------------------- | ------------------ | -------- | ------------------------------------------------------------------------------------------- | ---------------------------------------- |
| 131. | Mike Gaffney          | Vereinigte Staaten | D        | Ottawa Senators (von Florida Panthers)                                                      | St. John’s High (US High School)         |
| 132. | Bates Battaglia       | Vereinigte Staaten | LW       | Mighty Ducks of Anaheim                                                                     | Caledon Canadians (MetJHL)               |
| 133. | Daniel Alfredsson     | Schweden           | RW       | Ottawa Senators                                                                             | Västra Frölunda (Elitserien)             |
| 134. | Ryan Smart            | Vereinigte Staaten | C        | New Jersey Devils (von Winnipeg Jets)                                                       | Meadville High (US High School)          |
| 135. | Jurij Lytwynow        | Ukraine            | C        | New York Rangers (von Hartford Whalers)                                                     | Krylja Sowetow Moskau (MHL)              |
| 136. | Terry Marchant        | Vereinigte Staaten | LW       | Edmonton Oilers                                                                             | Niagara Scenic (NAHL)                    |
| 137. | Daniel Juden          | Vereinigte Staaten | RW       | Tampa Bay Lightning (von Los Angeles Kings)                                                 | Governor Dummer Academy (US High School) |
| 138. | Bryce Salvador        | Kanada             | D        | Tampa Bay Lightning                                                                         | Lethbridge Hurricanes (WHL)              |
| 139. | Nicholas Windsor      | Kanada             | D        | Nordiques de Québec                                                                         | Cornwall Colts (COJHL)                   |
| 140. | Alexander Seliwanow   | Russland           | RW       | Philadelphia Flyers                                                                         | Spartak Moskau (MHL)                     |
| 141. | Alexander Koroljuk    | Russland           | RW       | San Jose Sharks                                                                             | Krylja Sowetow Moskau (MHL)              |
| 142. | Jason Stewart         | Vereinigte Staaten | C        | New York Islanders                                                                          | Simley High (US High School)             |
| 143. | Steve Vézina          | Kanada             | G        | Winnipeg Jets (von Vancouver Canucks)                                                       | Harfangs de Beauport (LHJMQ)             |
| 144. | Jim Enson             | Kanada             | C        | Chicago Blackhawks                                                                          | North Bay Centennials (OHL)              |
| 145. | Dmitri Mekeschkin     | Russland           | D        | Washington Capitals                                                                         | Awangard Omsk (MHL)                      |
| 146. | Chris Kibermanis      | Kanada             | D        | Winnipeg Jets (von St. Louis Blues via Winnipeg Jets, Florida Panthers und Edmonton Oilers) | Red Deer Rebels (WHL)                    |
| 147. | Cal Benazic           | Kanada             | D        | Buffalo Sabres                                                                              | Medicine Hat Tigers (WHL)                |
| 148. | Joel Irving           | Kanada             | C        | Canadiens de Montréal                                                                       | Regina Pat Canadians (SMHL)              |
| 149. | Patrik Haltia         | Schweden           | G        | Calgary Flames                                                                              | Färjestad BK (Elitserien)                |
| 150. | Jewgeni Petrotschinin | Russland           | D        | Dallas Stars                                                                                | Spartak Moskau (MHL)                     |
| 151. | André Roy             | Vereinigte Staaten | LW       | Boston Bruins                                                                               | Saguenéens de Chicoutimi (LHJMQ)         |
| 152. | Kam White             | Kanada             | D        | Toronto Maple Leafs                                                                         | Newmarket Royals (OHL)                   |
| 153. | Pawel Agarkow         | Russland           | RW       | Detroit Red Wings                                                                           | Krylja Sowetow Moskau (MHL)              |
| 154. | Walentin Morosow      | Russland           | C        | Pittsburgh Penguins                                                                         | ZSKA Moskau (MHL)                        |
| 155. | Luciano Caravaggio    | Kanada             | G        | New Jersey Devils                                                                           | Michigan Technological University (NCAA) |
| 156. | David Brosseau        | Kanada             | C        | New York Rangers                                                                            | Cataractes de Shawinigan (LHJMQ)         |

### Runde 7
| #    | Spieler            | Nationalität       | Position | NHL-Team                                   | College-/Junioren-/Profi-Team                |
| ---- | ------------------ | ------------------ | -------- | ------------------------------------------ | -------------------------------------------- |
| 157. | Matt O’Dette       | Kanada             | D        | Florida Panthers                           | Kitchener Rangers (OHL)                      |
| 158. | Rocky Welsing      | Vereinigte Staaten | D        | Mighty Ducks of Anaheim                    | Wisconsin Capitols (USHL)                    |
| 159. | Doug Sproule       | Vereinigte Staaten | LW       | Ottawa Senators                            | Hotchkiss Academy (US High School)           |
| 160. | Curtis Sheptak     | Kanada             | LW       | Edmonton Oilers (von Winnipeg Jets)        | Olds Grizzlys (AJHL)                         |
| 161. | Serge Aubin        | Kanada             | C        | Pittsburgh Penguins (von Hartford Whalers) | Bisons de Granby (LHJMQ)                     |
| 162. | Dsmitryj Schulha   | Belarus 1991       | RW       | Edmonton Oilers                            | Tiwali Minsk (MHL)                           |
| 163. | Luc Gagné          | Kanada             | RW       | Los Angeles Kings                          | Sudbury Wolves (OHL)                         |
| 164. | Chris Maillet      | Kanada             | D        | Tampa Bay Lightning                        | Red Deer Rebels (WHL)                        |
| 165. | Calvin Elfring     | Kanada             | D        | Nordiques de Québec                        | Powell River Paper Kings (BCHL)              |
| 166. | Colin Forbes       | Kanada             | C        | Philadelphia Flyers                        | Sherwood Park Crusaders (AJHL)               |
| 167. | Sergei Gorbatschow | Russland           | RW       | San Jose Sharks                            | Dynamo Moskau (MHL)                          |
| 168. | Steve Plouffe      | Kanada             | G        | Buffalo Sabres (von New York Islanders)    | Bisons de Granby (LHJMQ)                     |
| 169. | Juri Kusnezow      | Russland           | C        | Vancouver Canucks                          | Awangard Omsk (MHL)                          |
| 170. | Tyler Prosofsky    | Kanada             | C        | Chicago Blackhawks                         | Tacoma Rockets (WHL)                         |
| 171. | Daniel Reja        | Kanada             | C        | Washington Capitals                        | London Knights (OHL)                         |
| 172. | Roman Vopat        | Tschechien         | C        | St. Louis Blues                            | HC Chemopetrol Litvínov (tschech. Extraliga) |
| 173. | Shane Hnidy        | Kanada             | D        | Buffalo Sabres                             | Prince Albert Raiders (WHL)                  |
| 174. | Jesse Rezansoff    | Kanada             | RW       | Canadiens de Montréal                      | Regina Pats (WHL)                            |
| 175. | Ladislav Kohn      | Tschechien         | RW       | Calgary Flames                             | Swift Current Broncos (WHL)                  |
| 176. | Steve Webb         | Kanada             | RW       | Buffalo Sabres (von Dallas Stars)          | Peterborough Petes (OHL)                     |
| 177. | Jeremy Schaefer    | Kanada             | LW       | Boston Bruins                              | Medicine Hat Tigers (WHL)                    |
| 178. | Tommi Rajamäki     | Finnland           | D        | Toronto Maple Leafs                        | Ässät Pori U20 (Nuorten SM-liiga)            |
| 179. | Chris Wickenheiser | Kanada             | G        | Edmonton Oilers (von Detroit Red Wings)    | Red Deer Rebels (WHL)                        |
| 180. | Drew Palmer        | Vereinigte Staaten | D        | Pittsburgh Penguins                        | Seattle Thunderbirds (WHL)                   |
| 181. | Jeff Williams      | Kanada             | C        | New Jersey Devils                          | Guelph Storm (OHL)                           |
| 182. | Oleksij Lasarenko  | Ukraine            | RW       | New York Rangers                           | ZSKA Moskau II (ORM)                         |

### Runde 8
| #    | Spieler           | Nationalität       | Position | NHL-Team                               | College-/Junioren-/Profi-Team               |
| ---- | ----------------- | ------------------ | -------- | -------------------------------------- | ------------------------------------------- |
| 183. | Jason Boudrias    | Kanada             | C        | Florida Panthers                       | Titan de Laval (LHJMQ)                      |
| 184. | Brad Englehart    | Kanada             | C        | Mighty Ducks of Anaheim                | Kimball Union High (US High School)         |
| 185. | Rob Guinn         | Kanada             | D        | Edmonton Oilers (von Ottawa Senators)  | Newmarket Royals (OHL)                      |
| 186. | Ramil Saifullin   | Russland           | C        | Winnipeg Jets                          | Awangard Omsk (MHL)                         |
| 187. | Tom Buckley       | Vereinigte Staaten | C        | Hartford Whalers                       | St. Joseph’s High (US High School)          |
| 188. | Jason Reid        | Kanada             | D        | Edmonton Oilers                        | St. Andrew’s College (Canadian High School) |
| 189. | Andrew Dale       | Kanada             | C        | Los Angeles Kings                      | Sudbury Wolves (OHL)                        |
| 190. | Alexei Baranow    | Russland           | C        | Tampa Bay Lightning                    | Dynamo Moskau II (ORM)                      |
| 191. | Jay Bertsch       | Kanada             | RW       | Nordiques de Québec                    | Spokane Chiefs (WHL)                        |
| 192. | Derek Diener      | Kanada             | D        | Philadelphia Flyers                    | Lethbridge Hurricanes (WHL)                 |
| 193. | Éric Landry       | Kanada             | RW       | San Jose Sharks                        | Guelph Storm (OHL)                          |
| 194. | Mike Loach        | Kanada             | C        | New York Islanders                     | Windsor Spitfires (OHL)                     |
| 195. | Rob Trumbley      | Kanada             | C        | Vancouver Canucks                      | Moose Jaw Warriors (WHL)                    |
| 196. | Mike Josephson    | Kanada             | LW       | Chicago Blackhawks                     | Kamloops Blazers (WHL)                      |
| 197. | Chris Patrick     | Vereinigte Staaten | LW       | Washington Capitals                    | Kent High (US High School)                  |
| 198. | Steve Noble       | Kanada             | C        | St. Louis Blues                        | Stratford Cullitons (MWJHL)                 |
| 199. | Bob Westerby      | Kanada             | LW       | Buffalo Sabres                         | Kamloops Blazers (WHL)                      |
| 200. | Peter Ström       | Schweden           | RW       | Canadiens de Montréal                  | Västra Frölunda (Elitserien)                |
| 201. | Keith McCambridge | Kanada             | D        | Calgary Flames                         | Swift Current Broncos (WHL)                 |
| 202. | Ray Giroux        | Kanada             | D        | Philadelphia Flyers (von Dallas Stars) | Powassan Hawks (NOJHL)                      |
| 203. | Peter Högardh     | Schweden           | C        | New York Islanders (von Boston Bruins) | Västra Frölunda (Elitserien)                |
| 204. | Rob Butler        | Kanada             | LW       | Toronto Maple Leafs                    | Niagara Scenic (NAHL)                       |
| 205. | Jason Elliott     | Kanada             | G        | Detroit Red Wings                      | Kimberley Dynamiters (RMJHL)                |
| 206. | Boris Selenko     | Russland           | C        | Pittsburgh Penguins                    | ZSKA Moskau (MHL)                           |
| 207. | Éric Bertrand     | Kanada             | LW       | New Jersey Devils                      | Bisons de Granby (LHJMQ)                    |
| 208. | Craig Anderson    | Vereinigte Staaten | D        | New York Rangers                       | Park Center High (US High School)           |

### Runde 9
| #    | Spieler          | Nationalität       | Position | NHL-Team                                      | College-/Junioren-/Profi-Team                |
| ---- | ---------------- | ------------------ | -------- | --------------------------------------------- | -------------------------------------------- |
| 209. | Witali Jeremejew | Kasachstan         | G        | New York Rangers (von Florida Panthers)       | Torpedo Ust-Kamenogorsk (MHL)                |
| 210. | Frédéric Cassivi | Kanada             | G        | Ottawa Senators (von Mighty Ducks of Anaheim) | Laser de Saint-Hyacinthe (LHJMQ)             |
| 211. | Danny Dupont     | Kanada             | D        | Ottawa Senators                               | Titan de Laval (LHJMQ)                       |
| 212. | Henrik Smångs    | Schweden           | G        | Winnipeg Jets                                 | Leksands IF U20 (Juniorallsvenskan)          |
| 213. | Ashlin Halfnight | Kanada             | D        | Hartford Whalers                              | Harvard University (NCAA)                    |
| 214. | Jeremy Jablonski | Kanada             | G        | Edmonton Oilers                               | Victoria Cougars (WHL)                       |
| 215. | Jan Němeček      | Tschechien         | D        | Los Angeles Kings                             | HC České Budějovice (tschech. Extraliga)     |
| 216. | Juri Smirnow     | Russland           | LW       | Tampa Bay Lightning                           | Spartak Moskau (MHL)                         |
| 217. | Tim Thomas       | Vereinigte Staaten | G        | Nordiques de Québec                           | University of Vermont (NCAA)                 |
| 218. | Johan Hedberg    | Schweden           | G        | Philadelphia Flyers                           | Leksands IF (Elitserien)                     |
| 219. | Jewgeni Nabokow  | Kasachstan         | G        | San Jose Sharks                               | Torpedo Ust-Kamenogorsk (MHL)                |
| 220. | Gord Walsh       | Kanada             | LW       | New York Islanders                            | Kingston Frontenacs (OHL)                    |
| 221. | Bill Muckalt     | Kanada             | RW       | Vancouver Canucks                             | Kelowna Spartans (BCHL)                      |
| 222. | Lubomír Jandera  | Tschechien         | D        | Chicago Blackhawks                            | HC Chemopetrol Litvínov U18 (Tschechien U18) |
| 223. | John Tuohy       | Vereinigte Staaten | D        | Washington Capitals                           | Kent High (US High School)                   |
| 224. | Marc Stephan     | Kanada             | C        | St. Louis Blues                               | Tri-City Americans (WHL)                     |
| 225. | Craig Millar     | Kanada             | D        | Buffalo Sabres                                | Swift Current Broncos (WHL)                  |
| 226. | Tomáš Vokoun     | Tschechien         | G        | Canadiens de Montréal                         | TJ Poldi SONP Kladno (tschech. Extraliga)    |
| 227. | Jörgen Jönsson   | Schweden           | LW       | Calgary Flames                                | Rögle BK (Elitserien)                        |
| 228. | Marty Flichel    | Kanada             | RW       | Dallas Stars                                  | Tacoma Rockets (WHL)                         |
| 229. | John Grahame     | Vereinigte Staaten | G        | Boston Bruins                                 | Sioux City Musketeers (USHL)                 |
| 230. | Matt Ball        | Kanada             | RW       | Hartford Whalers (von Toronto Maple Leafs)    | Detroit Junior Red Wings (OHL)               |
| 231. | Jeff Mikesch     | Vereinigte Staaten | C        | Detroit Red Wings                             | Michigan Technological University (NCAA)     |
| 232. | Jason Godbout    | Vereinigte Staaten | D        | Pittsburgh Penguins                           | Hill-Murray High (US High School)            |
| 233. | Steve Sullivan   | Kanada             | LW       | New Jersey Devils                             | Sault Ste. Marie Greyhounds (OHL)            |
| 234. | Eric Boulton     | Kanada             | LW       | New York Rangers                              | Oshawa Generals (OHL)                        |

### Runde 10
| #    | Spieler              | Nationalität       | Position | NHL-Team                              | College-/Junioren-/Profi-Team                |
| ---- | -------------------- | ------------------ | -------- | ------------------------------------- | -------------------------------------------- |
| 235. | Tero Lehterä         | Finnland           | LW       | Florida Panthers                      | Kiekko-Espoo (SM-liiga)                      |
| 236. | Tommi Miettinen      | Finnland           | C        | Mighty Ducks of Anaheim               | KalPa Kuopio (SM-liiga)                      |
| 237. | Steve MacKinnon      | Vereinigte Staaten | LW       | Ottawa Senators                       | Cushing Academy (US High School)             |
| 238. | Mike Mader           | Vereinigte Staaten | D        | Winnipeg Jets                         | Loomis-Chafee High (US High School)          |
| 239. | Brian Regan          | Vereinigte Staaten | G        | Hartford Whalers                      | Westminster High (US High School)            |
| 240. | Tomáš Píša           | Tschechien         | RW       | San Jose Sharks (von Edmonton Oilers) | HC Pardubice U20 (Tschechien U20)            |
| 241. | Sergei Schalamai     | Russland           | LW       | Los Angeles Kings                     | Spartak Moskau (MHL)                         |
| 242. | Shawn Gervais        | Kanada             | C        | Tampa Bay Lightning                   | Seattle Thunderbirds (WHL)                   |
| 243. | Chris Pittman        | Kanada             | LW       | Nordiques de Québec                   | Kitchener Rangers (OHL)                      |
| 244. | Andre Payette        | Kanada             | C        | Philadelphia Flyers                   | Sault Ste. Marie Greyhounds (OHL)            |
| 245. | Aniket Dhadphale     | Vereinigte Staaten | LW       | San Jose Sharks                       | Marquette Electricians (Michigan Midget AAA) |
| 246. | Kirk DeWaele         | Kanada             | D        | New York Islanders                    | Lethbridge Hurricanes (WHL)                  |
| 247. | Tyson Nash           | Kanada             | LW       | Vancouver Canucks                     | Kamloops Blazers (WHL)                       |
| 248. | Lars Weibel          | Schweiz            | G        | Chicago Blackhawks                    | HC Lugano (NLA)                              |
| 249. | Richard Zedník       | Slowakei           | RW       | Washington Capitals                   | ŠK Iskra Banská Bystrica (1. Liga)           |
| 250. | Kevin Harper         | Kanada             | D        | St. Louis Blues                       | Wexford Raiders (MetJHL)                     |
| 251. | Mark Polak           | Kanada             | C        | Buffalo Sabres                        | Medicine Hat Tigers (WHL)                    |
| 252. | Chris Aldous         | Vereinigte Staaten | D        | Canadiens de Montréal                 | Northwood Prep (US High School)              |
| 253. | Mike Peluso          | Vereinigte Staaten | RW       | Calgary Flames                        | Omaha Lancers (USHL)                         |
| 254. | Jimmy Roy            | Kanada             | C        | Dallas Stars                          | Thunder Bay Flyers (USHL)                    |
| 255. | Neil Savary          | Kanada             | G        | Boston Bruins                         | Olympiques de Hull (LHJMQ)                   |
| 256. | Sergei Beresin       | Russland           | LW       | Toronto Maple Leafs                   | Chimik Woskressensk (MHL)                    |
| 257. | Tomas Holmström      | Schweden           | LW       | Detroit Red Wings                     | Bodens BK (Division 1)                       |
| 258. | Michail Kasakewitsch | Russland           | C        | Pittsburgh Penguins                   | Torpedo Jaroslawl (MHL)                      |
| 259. | Scott Swanjord       | Vereinigte Staaten | G        | New Jersey Devils                     | Waterloo Black Hawks (USHL)                  |
| 260. | Radoslav Kropáč      | Slowakei           | RW       | New York Rangers                      | Slovan Bratislava (slowak. Extraliga)        |

### Runde 11
| #    | Spieler           | Nationalität       | Position | NHL-Team                                    | College-/Junioren-/Profi-Team            |
| ---- | ----------------- | ------------------ | -------- | ------------------------------------------- | ---------------------------------------- |
| 261. | Per Gustafsson    | Schweden           | D        | Florida Panthers                            | HV71 (Elitserien)                        |
| 262. | Jeremy Stevenson  | Vereinigte Staaten | LW       | Mighty Ducks of Anaheim                     | Sault Ste. Marie Greyhounds (OHL)        |
| 263. | Rob Mara          | Vereinigte Staaten | RW       | Chicago Blackhawks (von Ottawa Senators)    | Belmont Hill High (US High School)       |
| 264. | Jason Issel       | Kanada             | LW       | Winnipeg Jets                               | Prince Albert Raiders (WHL)              |
| 265. | Steve Nimigon     | Kanada             | LW       | Hartford Whalers                            | Niagara Falls Thunder (OHL)              |
| 266. | Ladislav Benýšek  | Tschechien         | D        | Edmonton Oilers                             | HC Olomouc U20 (Tschechien U20)          |
| 267. | Jamie Butt        | Kanada             | LW       | New York Rangers (von Los Angeles Kings)    | Tacoma Rockets (WHL)                     |
| 268. | Brian White       | Vereinigte Staaten | D        | Tampa Bay Lightning                         | Arlington Catholic High (US High School) |
| 269. | Mike Hanson       | Vereinigte Staaten | C        | New Jersey Devils (von Nordiques de Québec) | Minot High (US High School)              |
| 270. | Ján Lipiansky     | Slowakei           | C        | Philadelphia Flyers                         | Slovan Bratislava (slowak. Extraliga)    |
| 271. | David Beauregard  | Kanada             | LW       | San Jose Sharks                             | Laser de Saint-Hyacinthe (LHJMQ)         |
| 272. | Dick Tärnström    | Schweden           | D        | New York Islanders                          | AIK Solna (Division 1)                   |
| 273. | Robert Longpré    | Kanada             | C        | Vancouver Canucks                           | Medicine Hat Tigers (WHL)                |
| 274. | Antti Törmänen    | Finnland           | LW       | Ottawa Senators (von Chicago Blackhawks)    | Jokerit Helsinki (SM-liiga)              |
| 275. | Sergei Tertyschny | Russland           | D        | Washington Capitals                         | Traktor Tscheljabinsk (MHL)              |
| 276. | Scott Fankhouser  | Vereinigte Staaten | G        | St. Louis Blues                             | Loomis-Chafee High (US High School)      |
| 277. | Shayne Wright     | Kanada             | D        | Buffalo Sabres                              | Owen Sound Platers (OHL)                 |
| 278. | Ross Parsons      | Kanada             | D        | Canadiens de Montréal                       | Regina Pats (WHL)                        |
| 279. | Pawel Torgajew    | Russland           | LW       | Calgary Flames                              | TPS Turku (SM-liiga)                     |
| 280. | Chris Szysky      | Kanada             | RW       | Dallas Stars                                | Swift Current Broncos (WHL)              |
| 281. | Andrei Jachanow   | Russland           | D        | Boston Bruins                               | Salawat Julajew Ufa (MHL)                |
| 282. | Doug Nolan        | Vereinigte Staaten | D        | Toronto Maple Leafs                         | Catholic Memorial High (US High School)  |
| 283. | Toivo Suursoo     | Estland            | LW       | Detroit Red Wings                           | Krylja Sowetow Moskau (MHL)              |
| 284. | Brian Leitza      | Vereinigte Staaten | G        | Pittsburgh Penguins                         | Sioux City Musketeers (USHL)             |
| 285. | Steven Low        | Kanada             | D        | Nordiques de Québec (von New Jersey Devils) | Faucons de Sherbrooke (LHJMQ)            |
| 286. | Kim Johnsson      | Schweden           | D        | New York Rangers                            | Malmö IF (Elitserien)                    |

## Statistik
| Rang | Nationalität       | Anzahl |
| ---- | ------------------ | ------ |
|      | Nordamerika        | 201    |
| 1.   | Kanada             | 153    |
| 2.   | Vereinigte Staaten | 48     |
|      | Europa             | 85     |
| 3.   | Russland           | 30     |
| 4.   | Schweden           | 17     |
| 5.   | Tschechien         | 16     |
| 6.   | Finnland           | 7      |
| 7.   | Slowakei           | 4      |
| 7.   | Ukraine            | 4      |
| 9.   | Deutschland        | 2      |
| 9.   | Kasachstan         | 2      |
| 11.  | Estland            | 1      |
| 11.  | Schweiz            | 1      |
| 11.  | Belarus            | 1      |

| Rang | Position             | Anzahl |
| ---- | -------------------- | ------ |
| 1.   | Verteidiger          | 94     |
| 2.   | Center               | 62     |
| 3.   | linke Flügelstürmer  | 54     |
| 4.   | rechte Flügelstürmer | 46     |
| 5.   | Torhüter             | 30     |

| Rang | Liga                                            | Anzahl |
| ---- | ----------------------------------------------- | ------ |
| 1.   | Western Hockey League (WHL)                     | 66     |
| 2.   | Ontario Hockey League (OHL)                     | 45     |
| 3.   | Internationale Hockey-Liga (MHL)                | 30     |
| 4.   | US High School                                  | 29     |
| 5.   | Ligue de hockey junior majeur du Québec (LHJMQ) | 28     |
| 6.   | Elitserien                                      | 11     |
| 6.   | Tschechische Extraliga                          | 11     |
| 8.   | United States Hockey League (USHL)              | 9      |
| 9.   | National Collegiate Athletic Association (NCAA) | 6      |
| 9.   | SM-liiga                                        | 6      |
| 11.  | Division 1                                      | 5      |
| 12.  | British Columbia Hockey League (BCHL)           | 4      |
| 12.  | Offene Russische Meisterschaft (ORM)            | 4      |
| 14.  | Slowakische Extraliga                           | 3      |
| 15.  | Alberta Junior Hockey League (AJHL)             | 2      |
| 15.  | Metro Junior A Hockey League (MetJHL)           | 2      |
| 15.  | Mid-Western Junior Hockey League (MWJHL)        | 2      |
| 15.  | New England Junior Hockey League (NEJHL)        | 2      |
| 15.  | North American Hockey League (NAHL)             | 2      |
| 15.  | Nuorten SM-liiga                                | 2      |
| 15.  | Tschechien U20                                  | 2      |
| 21.  | 1. Liga                                         | 1      |
| 21.  | Bundesliga                                      | 1      |
| 21.  | Canadian Junior Hockey League (CJHL)            | 1      |
| 21.  | Canadian High School                            | 1      |
| 21.  | Central Ontario Junior Hockey League (COJHL)    | 1      |
| 21.  | Elitnaja Liga                                   | 1      |
| 21.  | International Hockey League (IHL)               | 1      |
| 21.  | Juniorallsvenskan                               | 1      |
| 21.  | Michigan Midget AAA                             | 1      |
| 21.  | Nationalliga A (NLA)                            | 1      |
| 21.  | Northern Ontario Junior Hockey League (NOJHL)   | 1      |
| 21.  | Ontario Provincial Junior Hockey League (OPJHL) | 1      |
| 21.  | Rocky Mountain Junior Hockey League (RMJHL)     | 1      |
| 21.  | Saskatchewan Midget Hockey League (SMHL)        | 1      |
| 21.  | Tschechien U18                                  | 1      |

## Rückblick

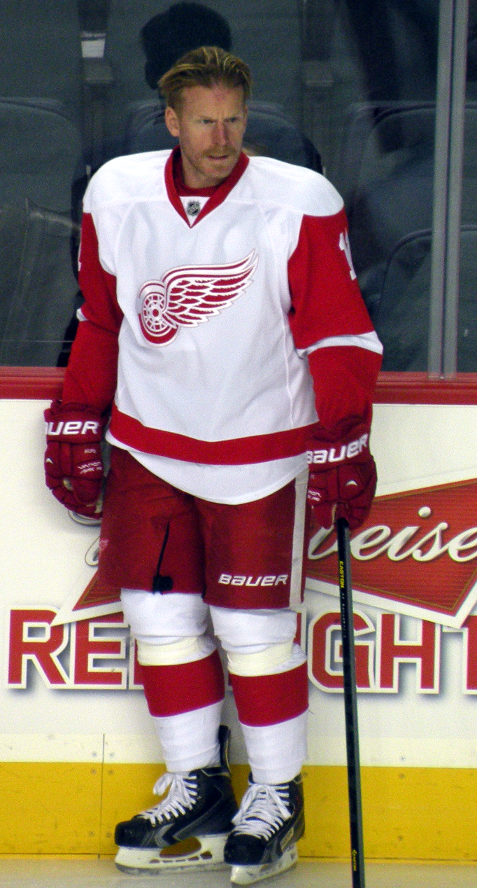
Daniel Alfredsson, statistisch bester Spieler dieses Jahrgangs

Alle Spieler dieses Draft-Jahrgangs haben ihre Profikarrieren beendet. Die Tabellen zeigen die jeweils fünf besten Akteure in den Kategorien Spiele, Tore, Vorlagen und Scorerpunkte sowie die fünf Torhüter mit den meisten Siegen in der NHL. Darüber hinaus haben 115 der 286 gewählten Spieler (ca. 40 %) mindestens eine NHL-Partie bestritten.
Abkürzungen: Sp = Spiele, T = Tore, V = Assists, Pkt = Scorerpunkte, S = Siege; Fett: Bestwert
| Pick | Spieler           | Position | Sp   | T   | V   | Pkt  |
| ---- | ----------------- | -------- | ---- | --- | --- | ---- |
| 133. | Daniel Alfredsson | RW       | 1246 | 444 | 713 | 1157 |
| 51.  | Patrik Eliáš      | LW       | 1240 | 408 | 617 | 1025 |
| 6.   | Ryan Smyth        | LW       | 1270 | 386 | 456 | 842  |
| 87.  | Milan Hejduk      | RW       | 1020 | 375 | 430 | 805  |
| 233. | Steve Sullivan    | LW       | 1011 | 290 | 457 | 747  |
| 257. | Tomas Holmström   | LW       | 1026 | 243 | 287 | 530  |
| 1.   | Ed Jovanovski     | D        | 1128 | 137 | 363 | 500  |

| Pick | Spieler         | Sp  | S   |
| ---- | --------------- | --- | --- |
| 219. | Jewgeni Nabokow | 697 | 353 |
| 226. | Tomáš Vokoun    | 700 | 300 |
| 44.  | José Théodore   | 648 | 286 |
| 124. | Marty Turco     | 543 | 275 |
| 217. | Tim Thomas      | 426 | 214 |